# リバティーシティ
リバティーシティ（英語: Liberty City）は、コンピュータゲーム『グランド・セフト・オート』、『グランド・セフト・オートIII』、『グランド・セフト・オート・アドバンス』、『グランド・セフト・オート・サンアンドレアス』、『グランド・セフト・オート・リバティーシティ・ストーリーズ』、『グランド・セフト・オートIV』、『グランド・セフト・オート・チャイナタウンウォーズ』、リマスター版『グランド・セフト・オート:トリロジー:決定版』に登場するアメリカ合衆国の架空の大都市。モデルはニューヨーク市といわれており、グランド・セフト・オートIIIでは「アメリカ最悪の街（Worst Place in America）」と呼ばれていたが、グランド・セフト・オートIVにおいては「チャンスの街（Land of Opportunity）」とも呼ばれるようになった。街並や地名などが違う3つのバージョンがある。グランド・セフト・オートシリーズ最多の登場数である（2025年現在）。

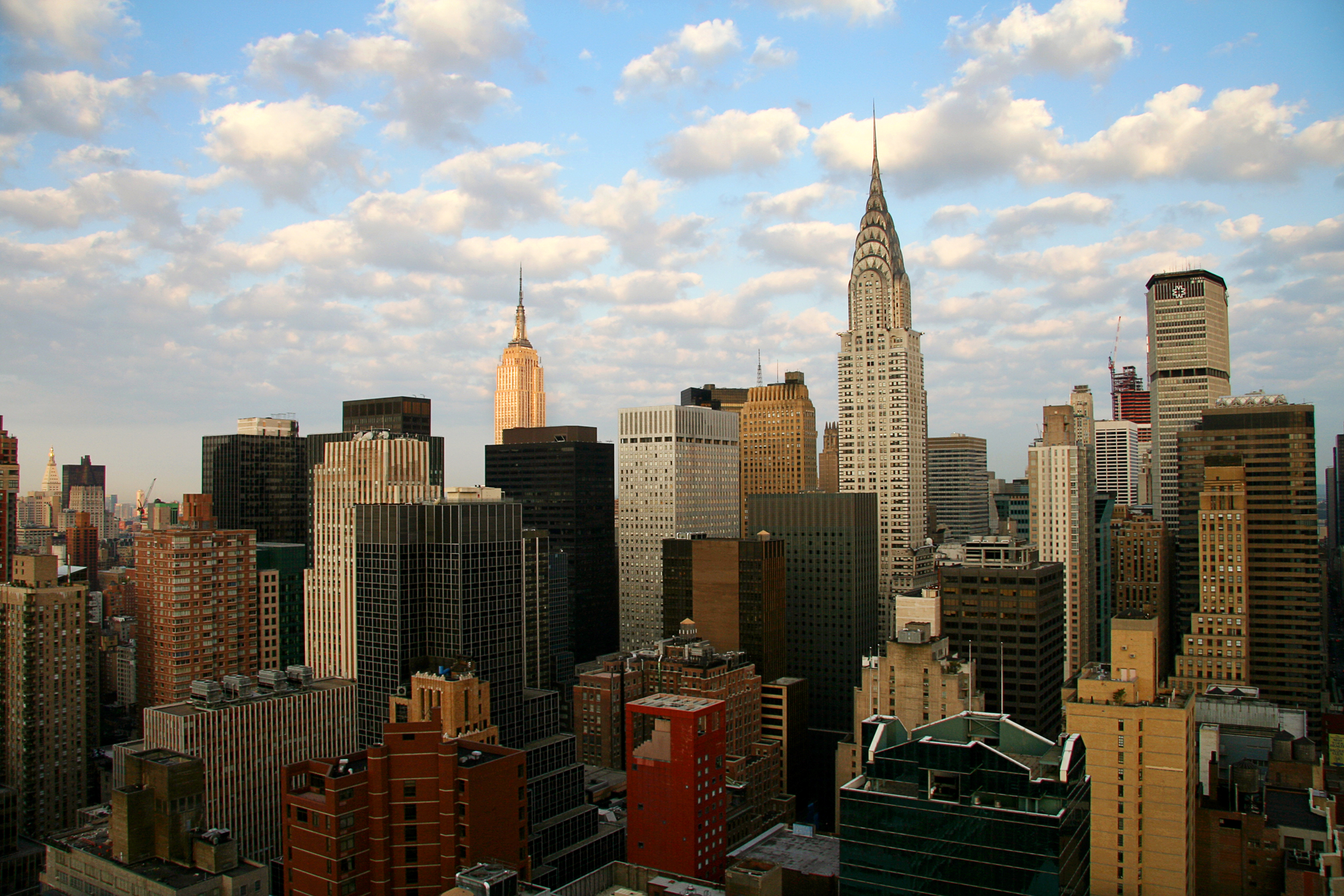
リバティーシティのモデルとなったニューヨークのマンハッタン

## グランド・セフト・オート版

### 概要
このリバティーシティは地形的にはシリーズの中で一番ニューヨーク周辺を再現している。地名も以下のとおりニューヨークの地名に似せたものが多い。
- ウェストショア（West Shore）
  - イーグルウッド（Eaglewood）
  - ハッケンスラッシュ（Hackenslash）
  - フォートロウ（Fort Law）
  - シュレッヒバーグ（Schlechberg）
  - ガーンジーシティ（Guernsey City）
  - ニューガーンジー（New Guernsey）
- セントラルアイランド（Central Island）
  - ノーロウ（Nolaw）
  - アイランドヘイト（Island Height）
  - パーク（Park）
  - アイランドシティ（Island City）
- マイナーアイランド（Minor Islands）
  - ロウアイランド（Law Island）
  - ニクソンアイランド（Nixon Island）
- イーストショア（East Shore）
  - エストリア（Estoria）
  - キングス（Kings）
  - アルドラー（Ardler）
  - ブロックリン（Brocklyn）
  - テルバーグ（Tellberg）
  - ブロックリンドックス（Brocklyn Docks）
- ノースイーストショア（Northeast Shore）
  - ブリックス（Brix）
  - アイランドビュー（Island View）

## グランド・セフト・オートIII 及び リバティーシティ・ストーリーズ版

### 概要
リバティーシティは、東から順に工業地区の「ポートランド（Portland）」、商業地区の「ストートン島（Staunton Island）」、住居地区の「ショアサイド・ベイル（Shoreside Vale）」の三つの島から構成されている。三つの島を行き来するためにいくつかの交通機関があり、島同士を結ぶキャラハン橋（ポートランド⇔ストートン島間）、可動橋（ストートン島⇔ショアサイド・ベイル間）上を自動車で通過できるほか、海底を走るポータートンネルで島から島へと移動する事が可能（『III』のみ。『LCS』の1998年時点ではポータートンネルは未完成）。また、リバティーシティを一周する地下鉄を利用することで徒歩にて移動することも可能。地下鉄はレッドライト・ディストリクト（ポートランド）、リバティー大学（ストートン島）、フランシス国際空港（ショアサイド・ベイル）、ベッドフォード・ポイント（ストートン島）の四つの駅を反時計回りに走っている。様々な人種がひとところに雑居しており、代表的な外来人種に中国人、日本人、イタリア人、ジャマイカ人、コロンビア人、メキシコ人などが存在する。
リバティーシティが「アメリカ最悪の街」と呼ばれる理由としては、全体的に治安が悪く凶悪犯罪が多発し、また、上に述べたような移民の人種ごとに規模の異なる犯罪組織が存在しており、殺人、麻薬取引、窃盗などの犯罪行為に及んでいる事が挙げられる。さらにLCPD（Liberty City Police Department、リバティーシティ市警）の、必要とあらば軍隊まで動員する過剰防衛の傾向や、悪徳警官の収賄などの不安定な内情もあり、市民の不安は留まるところを知らず、同都市は「Great place to leave（脱出するのに最適な場所）」などという不名誉な呼び名を与えられている。
なお、『LCS』ではバイクに乗ることができるが、『III』にはバイクは一切登場しない。これは発売時期が早い『III』にバイクのデータが存在しないためであるが、設定上の理由は『LCS』の説明書によると、A.R.S.E.（American Road Safety for Everybody、米交通安全推進法人）が原付二輪車の事故の危険性を訴えたため、『III』の舞台となる2001年にリバティーシティ内でのバイクの運行が全面的に禁止された、とのこと。なお『LCS』の1998年の時点で自転車はすでに禁止されている。同記事によるとA.R.S.E.は大型自動車の大手マイバツ（Maibatsu）から多額の資金援助を受けている。

### 地域

#### ポートランド（Portland）
工業地区。『III』『LCS』ともに物語はこの島から始まる。この地域には工業港、工場、中華街、風俗街などが雑然と密集しており、トラック、バンなどの大型車両が多く走っている。このエリアのみの交通手段として高架上を走る路線電車があり、これを利用することで反時計回りにヘップバーン・ハイツ、チャイナタウン、ポートランド・ビューの順に三つの駅を徒歩で移動する事ができる。このエリアを根城とする主なギャングには、中国人で構成されたトライアド（Triads）、イタリア人のレオーネファミリー（Leone Famlly）（IIIではマフィアの名で、LCSでは主人公の所属するマフィア）とフォレッリファミリー（Forelli Family）、ヒスパニック系のディアブロ（Diablos）などが挙げられる。元々はレオーネファミリーが主に支配していたが、近年はトライアドの台頭により勢力の均衡が崩れ、今では大規模な抗争が頻繁に起こっている。
話が進むと3つの島のうち最も危険な島になる。
ハーウッド（Harwood）
ポートランドの最北に位置する地域。海に面しており緑地も多く、隣のストートン島が一望できる波止場の遊歩道は夜の観光スポットとして人気がある。主な施設にボーグナインタクシー事務所（Borgnine）、キャピタル・オートショップ（Capital Autos）、ヘッドラジオ放送局（Head Radio）、消防署、ガソリンスタンドなどがある。ポータートンネルの入り口もこのエリアにある（LCSではトンネルの入り口がなく波止場になっている）。街の一部はややスラム化しており、当該地域にエイトボールの自宅兼爆弾ショップ、自動車スクラップ場、もと鉄道の貨物駅がありホームレスの出没する地下トンネルがある。1998年の時点では元々ここにはストートン島を繋ぐフェリーの桟橋と事務所、港湾設備があったものの、リバティーシティのポータートンネル建設に絡んだ保証の不信からストライキが起こった一角である。しかし結局、2001年にはその名残は一切感じられず（丁度その真下がトンネルの入り口）、フェリーは廃止され施設は残らず撤去されてしまった。なお、このエリアはトミー・ベルセッティが警察によって逮捕された、通称「ハーウッド事件」が起きた場所でもある。
セントマークス（Saint Mark's）
ポートランドの北東部に位置する丘陵地帯で、イタリア人の居住区となっている。頂上の緑地にはポートランドビーチを一望できる崖の上にサルバトーレ・レオーネの豪邸がある。飲食店ではシチリアンレストラン「マーマズ・レストランテ（Momma's Restaurante）」とフォレッリファミリー行きつけの「マルコズ・ビストロ（Marco's Bistro）」が有名（なお、『SA』ではマルコズ・ビストロには裏庭があったが、『LCS』では中庭がない）。『LCS』の主人公トニー・シプリアーニの隠れ家もここに存在していたが、『III』では廃墟となっている。サルバトーレ・レオーネを殺害した後は、入るだけでショットガンを装備したマフィアが攻撃を仕掛けてくるため、ポートランドで最も危険な地帯となる。
ヘップバーンハイツ（Hepburn Heights）
団地。マンションビルが狭い敷地に立ち並んでいる。セックスクラブセブンの娼婦ミスティが住んでいるマンションもこの地域にある。路線電車の停車駅の一つ。『III』でのクライアントの一人であるエル・ブッロと連絡を取り合う公衆電話もここにある。なお、このエリアはディアブロの縄張りでもある。
レッドライト地区（Red Light District）
ナイトクラブ、ストリップクラブなどの風俗店が密集している区域で、いわゆる赤線。かつてシンダコファミリーの縄張りだった場所でもある。レオーネファミリーの幹部であるルイージはここで「セックスクラブセブン（Sex Club Seven）」を経営している。『III』における主人公の隠れ家のほか、ポートランドのアミュネイション（Ammu-Nation、武器屋）やペイ・アンド・スプレー（Pay 'n' Spray、塗装屋）、地下鉄駅もこのエリアにある。なお、Red Light Districtを日本語に訳すと、そのまま売春街となる。建設中の建物がある。
中華街（Chinatown）
中華街。中国人の居住区で、中華料理店、雑貨店、コインランドリーなどが高密度で並んでいる。もちろん看板、垂れ幕なども全て中国語で書かれている。パンク・ヌードル（Punk Noodles）の本店もここにあり、その看板（チャイナタウンには無いがベッドフォード・ポイントなどで見ることができる）には「ゼパロポプ」「セチスカン」「ばぱう」という当の日本人にも意味がよく分からない日本語が書かれている。中央には車の入れない歩行者天国があり、鮮魚や野菜の露店が設けられている。他にも倉庫街やバスケットボールのコート、路線電車駅などがある。当該地域一帯はトライアドの縄張りとなっている。話が進むと入っただけで攻撃される。
ポートランド・ビュー（Portland View）
ポートランドの中心に当たる区域で、ちょうどセントマークスとチャイナタウンに挟まれている格好となっている。LCPD署とスウィーニー総合病院（Sweeney General Hospital）が隣り合わせに立っている。また、スーパーマーケット「スーパー・セーブ（Supa Save）」がある。路線電車の停車駅でもある。
トレントン（Trenton）
倉庫街。日の字型の道路に倉庫や工場が並ぶ。レオーネファミリーのアンダーボス、ジョーイ・レオーネのオートガレージ、ミーン・ストリート・タクシー事務所（Mean Street Taxis）、ブレット・バス車庫（Bullet Bus & Coach Line）などがある。
キャラハン・ポイント（Callahan Point）
キャラハン橋ふもとの地域。タートルヘッド魚肉会社（Turtle Head Fishing Co.）の加工工場、食堂「グリーシー・ジョーズ・ダイナー（Greasy Joe's Diner）」がある。南西部には小さな船着場もある。
ポートランド・ビーチ（Portland Beach）
ポートランド東部から北東部にかけて続く比較的小さな砂浜。リバティーシティの数少ない砂浜だが、海水浴などは盛んではない。サルバトーレ宅から東に砂浜を望める岩場が突起している。
ポートランド港（Portland Harbor）
工業港。タンカーをはじめとする大型船舶が船着場に停船しているほか、倉庫が数多く立ち並んでいる。中には様々な盗難車を売却できるガレージや、パトカー、救急車などの緊急車両を買い取る船舶なども存在する模様。また、カルテルの重要拠点の一つでもあり、所有するタンカーが船着場に泊まっていたが『III』でサルバトーレ・レオーネの依頼を受けたクロード・スピードとエイトボールに襲撃され爆弾を仕掛けられ海へ沈んでしまう。1998年の一時期はハーウッド同様ストライキが起こっていた一角である。
アトランティック埠頭（Atlantic Quays）
工業埠頭で、いくつもの桟橋がかけられている。立ち並ぶ倉庫はチャイナタウンからの魚市場で、漁船から下ろされたばかりの魚が売りに出されているが、倉庫の中には違法な麻薬パーティを行っているものもある模様。
キャラハン橋（Callahan Bridge）
ポートランドとストートン島をつなぐ橋。1998年の時点では未完成だった。ポータートンネル完成以前はポートランドからの唯一の交通経路であったが、2001年の爆破事件により当橋は大破、ポートランドは修復が完了するまでの間、陸の孤島と化していた。

#### ストートン島（Staunton Island）
商業地区。ベースはニューヨーク市のマンハッタン。ショッピングモールや劇場のある繁華街、葬儀場、公園、のほか、市役所、裁判所、LCPD本部（警察本部）、検察庁、FBIなどの都市機能の中枢を担う施設が置かれている。セダンやワゴンといった一般的な普通車のほか、スポーツカーやリムジンのような高級車も多く見受けられる。東のキャラハン橋はポートランドと、西の可動橋はショアサイド・ベイルとつながっている。日本人のヤクザ（Yakuza）をはじめ、コロンビア系のコロンビアン・カルテル（Colombian Cartel）、ジャマイカ系のヤーディーズ（Uptown Yardies）などのギャングが存在する。
ロックフォード（Rockford）
ストートン島最北部の郊外地。ハーウッドと同じく海に面した緑地が多く、島の半周を回る遊歩道の中間地点がある。カーソン総合病院（Carson General Hospital）のほか、フィル・キャシディの武器ショップ「アーミー・サープラス（Army Surplus）」がある。また、ポータートンネルの入り口がある。
アスパトリア（Aspatria）
北西部の地域で、リバティーシティ唯一のスタジアム「リバティーシティ・メモリアル・コロシアム（Liberty City Memorial Coliseum）」がそびえ立ち、それを取り囲むようにショッピングモールや駐車場が設けられている。ヤーディーズのボス、キング・コートニーとの連絡電話もこのエリアにある。なお、1998年はヤクザの縄張りであったが、2001年ではコロンビアン・カルテルの縄張りとなっている。
フォート・ストートン（Fort Staunton）
かつてはオペラ劇場も兼ね備える商業地帯であったが、1998年の大規模な爆破工作事件によりエリア一帯が廃墟となり、しばらくは立ち入り禁止状態になる。事件から3年が経過した2001年では再開発地区となり、二件のビルが建設中となっている。しかしどちらも計画は頓挫しているようで、建設現場には鉄骨だけが原型を止めるのみである。さらに現場をカルテルが占拠しており、建設再開の見込みは困難なばかりか、地域の治安に大きな脅威を与えているという。東にV字の谷を跨ぐようにして鉄橋が架けられている。ライズFM放送局（Rise FM）もこの界隈にある。1998年ではフォレッリ・ファミリーが、2001年ではコロンビアン・カルテル、ヤクザが縄張りを持っており現在はカルテルとヤクザが抗争中である。
リバティーキャンパス（Liberty Campus）
リバティーシティ唯一の大学。欧米風の優雅な造りの建物を南北二つのキャンパスに分け、それぞれ中央に憩いの場を設けて解放感を演出している。校門はなく、一般者でも入場する事は可能。ストートン島の一方の地下鉄駅もここにある。
ベルヴィル公園（Belleville Park）
ストートン島中央に位置する広大な公園とその周辺地域。ベルヴィル公園はその広大な面積の中に多目的コート、小島の浮かぶ池、縦長の立方体の記念碑、そして公衆便所（『III』におけるレイ・マショウスキーとの面会場所）を備えており、リバティーシティ市長がランニングコースとして好む場所として知られている。その他の重要施設に『III』における主人公の隠れ家をはじめ、ショアサイド・ベイルへとつながる可動橋、消防署、裁判所、MSX FM放送局、リップス106FM放送局（Lips 106 FM）などがある。
ニューポート（Newport）
ストートン島東部の地域。キャラハン橋を渡ってきた場合のストートン島への玄関口となる。アミュネイションやペイントショップ、爆弾屋が一所にまとめられており、プレイヤーにとって重宝する重要拠点となる。ただし同地域はヤーディーズの縄張りでもある。その他にはヤクザの組員であるアスカの住むマンション、立体駐車場などがある。
トーリントン（Torrington）
ストートン島東南部の地域。ヤクザの若頭、カズキ（2001年ではケンジ）の経営するカジノが堂々とそびえ立っており、その周辺を警護するかのようにヤクザがたむろしている。また、「百道場」なるショールームや、幾何学的な形をしたモニュメントのあるビルなど、妙に 日本を意識したが故にかえって不自然に見える箇所も見受けられる。警察署もこの地域に位置している。『LCS』では話が進むと入っただけで攻撃される。
ベッドフォード・ポイント（Bedford Point）
ポイント（地点）とは言うものの、実際にはストートン島西部から南部にかけてのかなり広い範囲を含む地域である。メインストリートというべき大通りの周辺に、大型ショッピングモールや劇場などが密集しており、さらにそれを取り囲むようにして高層ビルが立ち並んでいる。その中でも群を抜いて高い超高層ビルがラブ・メディア本社（Love Media Building）であり、その社長ドナルド・ラブとはここで面会することになる。また、他にももう一方の地下鉄駅や、大聖堂、リバティーツリー新聞社（Liberty Tree）などもあり、ストートン島の中枢的機能を担う地域である。

#### ショアサイド・ベイル（Shoreside Vale）
住居地区。一見平和そうに見えるが、実際はほとんどの住人がギャングやマフィアの関係者であり、警備も厳重である。主にフランシス国際空港や倉庫街のある南部と、団地や豪邸の立ち並ぶ北部とに分けられる。全域的に起伏に富んでおり、SUVに代表される四輪駆動車が多く走行している。主な施設に国際空港、大学病院、倉庫街（南部）、団地、高級住宅街、ダム、キャンプ場（北部）などがある。この地域に拠点を置くギャングに前述のコロンビアン・カルテル、ストリートギャングのフーズ / フッズ（Southside Hoods）があり、フーズにはさらに赤色のレッドジャックス（Red Jacks）、紫色のナインズ（Nines）という二つのローカルギャングに分かれている。なお1998年にはヤクザの縄張りも存在していた。
シダーグローブ（Cedar Grove）
ショアサイド・ベイル北部の高級住宅街。『LCS』でかつてトニーが利用していた隠れ家もここに存在する。見晴らしの良い丘の上に、豪勢な邸宅が軒を連ねている。カルテルの幹部、カタリーナの屋敷もここにあり、当該地域はカルテルが頻繁に出没する。自然豊かな地でもあり、ストートン島の見えるキャンプ場が山のふもとに、また、天文台が山の頂上にある。また、北のほうにトンネルが二件存在するが、工事中のため通行は出来ない（『LCS』では通ることが可能）。なお、『III』ではカタリーナの物となっている屋敷は、元々ドナルド・ラブが所有していた物であった模様である。
ウィチタ・ガーデン（Wichita Gardens）
シダーグローブのふもとに当たる団地で、『III』における主人公の隠れ家もここにある。高層マンションがいくつも連立している。フーズの縄張りである当地には、レッドジャックスやナインズのメンバーがたびたび出没する。レッドジャックスのリーダー、D-アイスと連絡できる公衆電話もこの地域にある。また、ポータートンネルの入り口もここにある。1998年のポータートンネル付近はヤクザの縄張りである。
コクラン・ダム（Cochrane Dam）
ショアサイド・ベイルを二分する巨大なダム。上下の二部分に分かれており、上部はシダーグローブとパイククリークをつなぐ橋をかねている。ダムの浄水施設が二件あり、どちらも自由に見学可能。下部は管理施設となっており、コンテナやドラム缶があちこちに置かれている。『III』の最終ミッションの決戦の場でもあり、事務所の上にはヘリポートもある。また、上部と下部の中間にはダムを跨ぐ橋がシダーグローブとパイククリークを結んでいる。
パイククリーク（Pike Creek）
ショアサイド・ベイル南部の倉庫街。セントマークスに酷似した、斜面上に建てられた町で、ショアサイド・ベイルで買い物ができるのはここしかない。ペイントショップや爆弾屋のほか、ホープ医科大学付属病院（Hope Medical College Clinic）、警察署がある。また、『III』のみ警察署の裏手の敷地には火炎瓶、火炎放射器を売っている裏ショップも存在する。
フランシス国際空港（Francis International Airport）
リバティーシティ唯一の空港。横長のターミナルの道路にはロータリーが設けられており、乗客を送迎する際には重宝する。滑走路は正副二つ存在し、メイン滑走路は旅客機など、サブ滑走路はセスナ機などの小型機が用いる。サンアンドレアスのロスサントス国際空港、ラスベンチュラス空港を結ぶ航空路線などがある。ストートン島から可動橋を渡って来ることができるほか、地下鉄、ポータートンネルでも連絡可能で、リバティーシティの交通ネットワークを司っている。1998年はコロンビアン・カルテルの縄張りである。

### 犯罪組織
レオーネ・ファミリー（Leone Family）
サルバトーレ・レオーネ率いる、リバティーシティ、セントマークス地区を占領しているシチリアンマフィアの一つ。セントマークスにあるトニーのレストラン、トレントンにあるジョーイのガレージ、レッドライト地区にあるルイージの「セックスクラブセブン」などもファミリーの支配下にある。また、フォレッリファミリー、シンダッコファミリー、ディアブロ、トライアドなどと激しく抗争を続けている。2001年にボスであるサルバトーレ・レオーネが主人公によって暗殺されている。サルバトーレの死後にファミリーのボスになった人物は不明である。1998年当時ではドナルド・ラブを支援しており、1998年の段階ではリバティーシティの中でもかなりの権力を持っていたものの、2001年の段階では弱体化している。
主な武器はピストル、2001年のサルバトーレ・レオーネ殺害後にはショットガンも追加。車は1998年ではレオーネ・センチネル（Leone Sentinel）、2001年ではマフィア・センチネル（Mafia Sentinel）となる。どちらもセンチネル（Sentinel）のカスタム車で、黒ずくめのボディとルーバーが特徴。また、マフィア・センチネル（Mafia Sentinel）とレオーネ・センチネル（Leone Sentinel）は普通のセンチネルより性能が良く、速い車の少ない序盤は重宝する。前述したとおり『III』ではショットガンを使うため、サルバトーレが暗殺された後のセントマークス地区を普通の車で通るのは非常に危険である。
フォレッリ・ファミリー（Forelli Family）
シチリアンマフィアの一つ。ファミリーの首領はすぐに変わってしまうため、はっきりした首領はおらず、リバティーシティ、セントマークスで見かけられるが、縄張りもはっきりと分からない。1998年の段階ではフォート・ストートンにも縄張りを持っているが、トニーによってこの一帯が爆破され、弱体化してしまう（『LCS』では寧ろメインがフォート・ストートンでセントマークスはまだ縄張りでなく、ショアサイド・ベイルにも若干縄張りがあったがすぐにフッズに奪われている。物語中のいくつかのシーンにて、セントマークスにあるレストラン「マルコズ・ビストロ」がアジトだと示されている、『III』にてマイク・フォレッリがここで食事している。また、『VC』のオープニング、ソニー・フォレッリが登場しているシーンに明記され、さらに『SA』でフォレッリファミリーが襲撃されたのもこの場所）が、『LCS』の1998年の段階ではレオーネの物になっているので、『SA』で襲撃された以降は一時的にレオーネの縄張りになった可能性が高い。また、レオーネファミリー、シンダコファミリーと抗争を続けている。ケン・ローゼンバーグはこのファミリーの顧問弁護士だったが、1992年に弁護士免許を剥奪されたため、ファミリーを追い出されている（1986年ではソニー・フォレッリ、1992年はマルコ・フォレッリ、1998年ではフランコ・フォレッリがボスである）。また、政治家オドノヴァンを支援している。
主な武器はピストル。車はグレーのセダンであるフォレッリ・エクセス（Forelli Excess）。
シンダコ・ファミリー（Sindacco Family）
シチリアンマフィアの一つ。かつてレオーネファミリーに使えていたが、1998年以降激しく対立するようになり、激しく抗争するようになる。また、このファミリーもはっきりとした首領が分からない。リバティーシティ、レッドライト地区にある「ポーリーズ・レビューバー（後のセックスクラブセブン）」という店をJDオトゥールに経営させていたが、レオーネファミリーに寝返ろうとするJDを射殺されてしまったため、店と地区を奪われてしまう。また、レオーネファミリー、フォレッリファミリーと抗争を続けている（1992年ではジョニー・シンダコの父、1998年ではポーリー・シンダコがボスである）。『LCS』においてトニー・シプリアーニによってポーリーが死亡するという大打撃を受けたため、2001年には壊滅した。
主な武器はピストル、マイクロSMG、SMG（一部ミッションのみ）。レオーネ・スーツ同様彼らにも共通の服装があるものの、単体で居る場合は通行人と大差がない。車は白のステーションワゴンのシンダコ・アルジェント（Sindacco Argento）。
ディアブロ（Diablos）
ヒスパニック系のギャングで、ヘップバーンハイツ地区を占領している。2001年ではエル・ブッロがギャングの黒幕だったが、それ以前は不明である。また、トニー・シプリアーニと縄張り争いで抗争している。
主な武器は『LCS』ではバットと手おので『III』ではバットのみ。しかし車の上など高い場所に乗ると警官と同じようにピストルに切り替わる（『III』では素手の者のみ）。車はスタリオン（Stallion）のカスタム車で、黒い車体に炎のペイントのディアブロ・スタリオン（Diablo stallion）。
トライアド（Triads）
中国人で構成されたチャイニーズ・マフィアで、リバティーシティのチャイナタウン全域を取り仕切っている。チャイナタウンにある「ミスターウォンズランドリー」や「パンク・ヌードル」などの店も支配下にある（サンアンドレアス州のサンフィエロにあるチャイナタウン全域にも支部があり、またラスベンチュラスでフォードラゴンズカジノなどを経営している）。バイスシティに1986年に偽札板を船で運びに来たこともあるがトミー・ベルセッティに襲撃された。しかし、2001年では中華街と西は駅まで支配下に置いているものの、1998年時点では中華街でもシンダコファミリーなどが闊歩しているのと構成員の分布の薄さの所を見るとそこまで大きな勢力ではなかった。
主な武器はバット（『LCS』では肉切り包丁）、ピストル。車は個体ごとに色は違うがトラックに独特の魚の絵が描かれているトライアド・フィッシュ・バン（Triad Fish Van）。2001年では背中にトラックと同じ魚が描かれている青いつなぎに黒い帽子がユニフォームだが、1998年の時点ではアジア色が強く滲み出ているものになっている。しかし1998年の容姿の場合、背景や通行人が比較的地味になり逆に目立たなくなってしまった為に近くまで寄らないとトライアドと気がつかない場合が多い。
ヤクザ（Yakuza）
日本人で構成されたジャパニーズ・マフィアで、日本古来の組織。ゲーム中では日本語を話す。リバティーシティ、トーリントン地区を縄張りとしており、若頭のケンジに代表されるように義理人情を重んじている。1998年の時点ではカズキ・カサイ（若頭のため組長ではない）が、2001年ではアスカ・カサイが組長となっている。カズキ（ケンジ）のカジノ、「百道場」となる謎の店などが支配下にある（1998年にはアスパトリアにヤクザのシロが存在したが、2001年ではカルテルのものになっている）。また、2001年にはレイ・マショウスキーがヤクザのスパイとして雇われていた。『LCS』においてトニー・シプリアーニとの戦闘で若頭のカズキが死亡し、後にアスカが組長となった。2001年にフォート・ストートンとのカルテルと縄張り争いが起こるようになる。1998年ではシダーグローブのポータートンネル付近の縄張りも持っていた。
主な武器はピストル、ウージー（『LCS』では持っていない）。一部ミッションではククリも用いる。車はスティンガー（Stinger）のカスタム車で、白い車体に赤いストライプの入ったヤクザ・スティンガー（Yakuza Stinger）。
コロンビアン・カルテル（Colombian Cartel）
コロンビア系のカルテルで、表向きは運送業をしているが、裏ではスパンクの密輸、密売を主な活動としている。2001年時点ではカタリーナがリーダーであった。1998年にはパンランティック社とエイブリー・キャリントンによるフォート・ストートンの土地買収計画の際、エイブリーの護衛として雇われていたが、移動中にトニー・シプリアーニによって計画書を奪われドナルド・ラブにビジネスを乗っ取られそうになったので、ドナルドの屋敷を襲撃したものの、同じくトニーにドナルドを逃がされた。なお、2001年時点ではドナルドの屋敷はカルテルのものとなっている。2001年ではそのパンランティック社による建設計画を進めるべく、フォート・ストートンにも縄張りを持つようになるが、後にそこでヤクザとの抗争が起こる。また、2001年にはヤーディーズと同盟してスパンクを売りさばこうとするが、アスカやケンジの命を受けたクロードによってリバティーシティ中の売人を始末された。
主な武器はピストル、ウージー、AK-47（『LCS』では持たない）。車は青い四駆のカルテル・クルーザー（Cartel Cruiser）。
ヤーディーズ（Uptown Yardies）
ジャマイカ人で構成されたギャングで、刑事であるレオン・マカフリーと関係が深かった。2001年ではニューポートを主な縄張りとし、キング・コートニーが首領として仕切っていた。1998年と2001年ではこのギャングも統一されたユニフォームが変わっており、前者ではジャマイカを強く意識した黄色を基調とした派手目な服だが、後者では黒いTシャツの上に作業着を着たような服装となっている。性質的に主人公と敵対する為（1998年は特に）、シナリオが進むとストートン島も危険地帯と化していく。
主な武器はバットとピストル。車は豹柄のシートが豪華なローライダーのヤーディーズ・ロボ（Yardies Lobo）。
フーズ / フッズ（Southside Hoods）
ショアサイドベイルで活動するストリートギャング達で、スパンクに手を出している。レッドジャックス（Red Jacks）とナインズ（Nines）の2つのローカルギャングで構成されている。レッドジャックスはD-アイスが首領として取り仕切っている。ナインズはレッドジャックスと内部対立しているが、D-アイスの依頼を受けたクロードにより壊滅し、一切出てこなくなる。レッドジャックスは赤色でナインズは紫色の服装である。フッズ自体は昔からレオーネ・ファミリーとの関係が良いため、ミッションにおいても協力する。
主な武器はバット（『LCS』では持たない）、ピストル、ウージー。車はともにライトバンのランポ（Rumpo）にストリートアートを施し、タイヤをインチアップ。窓にスモークかけたフッズ・ランポ・XL（Hoods Rumpo XL）。

### 交通
高架電車（Portland El Train）
ポートランド内を連絡する電車で2両編成。全線が高架の複線だが、単線で反時計回りの環状運転が行われている。ゲームの序盤から利用でき、料金は無料で、全3駅。
地下鉄（Liberty City Subway）
各島を結ぶ電車で、地下区間と海底トンネル区間からなる。また、全線が複線だが上記の高架電車同様に単線での環状運転が行われており、使用車両も同じ。ただしこちらは時計回りである。ゲーム中盤から利用できるが、ショアサイド・ベイルの駅はシャッターが下ろされており、ミッションが進むまでは外に出られない。料金は無料。ポートランドに1駅、ストートン島の南北に1駅ずつ、ショアサイド・ベイルに1駅ある。
ポータートンネル（Porter Tunnel）
各島を結ぶ矩形断面の地下・海底トンネルで、2001年にポートランドとストートン島間、ストートン島とショアサイド・ベイル間が順に開通した。通行料は無料。ポートランドのハーウッドとショアサイド・ベイルのウィチタ・ガーデン間を結ぶ東西のルートは中央分離帯を持つ片側2車線の本線的な位置づけであり、途中で片側1車線で対面通行の路線が南方に分岐、ストートン島のロックフォードを結んでいる。さらにショアサイド・ベイルのフランシス国際空港にも本線から分岐した片側2車線の路線で接続しているが、こちらはいわゆるハーフ・インターチェンジであり可動橋方面には出られないために、設計上はトンネルを使ったウィチタ・ガーデンと可動橋との相互利用はできない。地上を通り橋を経由するよりも各島の間を速く移動できるが、海底トンネルのためにカーブや起伏が多いことに加え、途中の2カ所の交差点には信号がない。『LCS』ではショアサイド・ベイルのみ地下トンネルが開通しており、途中の交差点ではストートン島方面は青い板で封鎖されているが、ミッションでストートン島までいけるようになっており、その先に工事中の地下鉄が存在する。
フェリー（Ferry）
1998年前後近辺まで使用されていた交通機関で、ポートランドからストートン島間を繋ぐ。ゲーム中盤より利用でき、ハーウッドの桟橋から乗船可能で車やバイクを乗せて移動もできる（ただし、大型車輌は乗船不可。あくまで乗用車のみ）が、利用には20$必要。車を輸送する時は便利な反面、フェリーの移動の遅さからタイミングで乗れない事がある。また、一つでも手配されていると乗船は出来ず、乗船してかわすということはできない。結局、2001年にはキャラハン橋とポータートンネルとの兼ね合いで廃止されてしまったようで関連施設が全て撤去されてポートランドではデートスポット、ストートン島ではフィルの武器ショップが、桟橋の下をポータートンネルの入り口が走るということになってしまった。

### 街並みの違い
リバティーシティは『III』と『LCS』で作品間の時代設定に3年の開きがあるため、街並みに以下のような相違点が見られる。
- ポートランド島のキャラハン橋の入り口付近にある建物が警察署ではなくなっている。
- 『LCS』でチャイナタウン付近にあった「Casa's Deli」が完全にない。
- 『LCS』から『III』にかけて「Mr.Wong's Laundry」がリフォームされた。
- 『LCS』で使用したセントマークスにあるトニーの隠れ家がない。
- 『III』ではトニーのレストランから奇妙な音楽が流れている。
- 『III』ではサルバトーレ邸の入り口付近に苔が生えている。また、音楽も流れている。
- 『LCS』では「Marco's Bistro」の前に「Leone Sentinel」がある。『LCS』ではこのレストランはレオーネファミリーの物らしい。
- 『LCS』や『III』では「Marco's Bistro」に『SA』で登場した中庭がない。
- ショアサイドベイルにあるドナルドの豪邸がカタリーナのものになっている。
- 『III』から『LCS』にかけて「The Bigshot Kajino」が「Kenji's Kajino」になっている。
- 『LCS』ではドナルドがラブメディア本社近くのビルの現場監督を務めたり、そのビルで食事をしたりしている。
- 『III』ではFort StauntonがPanlantic社によって買収されている。
- 『III』では地下トンネルにホームレスがいる。
- 『III』では「Rusty Browns Ring Donuts」が「Greasy Joe's Diner」という店になっている。
- 『III』では倉庫が「Turtle Head Fishing Co.」になっている。
- 『III』では「Don Kiddick's Sausage Factory」が「Bitch 'n' Dog food」になっている。
- 『LCS』でのAspartiaのヤクザのシロが『III』ではカルテルのアジトになっている。
- 『LCS』では『III』でレイのミッションを受ける公園のトイレのドアが壊れていない。
- 『III』では競技場が完成している。
- 『LCS』では『III』でBedford Pointにあったネットカフェが無い。
- 『LCS』では教会の裏手に墓地が存在したが、『III』では跡形も無く、建物がある。
- 『LCS』で建設中のビルが『III』ではほとんど完成している。
- 『III』ではフィルの店が海岸沿いに存在したが、『LCS』では別の場所にある。

## グランド・セフト・オートIV版

### 概要
それまでのリバティーシティから一新され、シリーズの中ではニューヨーク市を最も忠実に再現している。時代設定は2008年。人口はおよそ800万人。市長はフリオ・オチョア（Julio Ochoa）、副市長はブライス・ドーキンス（Bryce Dawkins）である。
メドウズパーク内に「リバティー州立パビリオンタワー」や、ミドルパーク近くに「リバティー州立自然史博物館」があることから、リバティーシティが属しているのが「リバティー州」であることがわかる（モデルはニューヨーク州）。ゲーム中では州知事選挙が近いという設定で、ジョン・ハンター（John Hunter）とマイケル・グレイブス（Michael Graves）が二大候補者であるが、現職の州知事に関してはゲーム中では触れられていない。
現市長の体制のもと、店頭での銃器販売をさせないなど厳格な銃規制が敷かれているが、闇市場での武器取引が成立しているため、銃を使用した犯罪は少なくない。複数存在する犯罪組織の中では特にイタリアン・マフィアやヒスパニック系ギャングの活動が盛んで、ブローカーのロシアン・マフィアも勢力を広げており、改善されてはいるものの未だに治安は悪い。
警察機関としては、オルダニーも含めた全域がリバティー市警察（Liberty City Police Department：通称LCPD）の管轄となっている。消防・救急はリバティー市消防局（The Fire Department of Liberty City：通称FDLC）の管轄である。プレイヤーが携帯電話で911にダイヤルすれば緊急通報受信センターに繋がり、そこから警察・消防・救急のいずれかの出動を要請することができる。
ゲーム序盤ではテロ対策の一環として、島と島を結ぶ橋はすべて警察によって封鎖されている。プレイヤーが突破すると手配度がゲーム中最大となる☆6に引き上げられ、N.O.O.S.E.（National Office Of Security Enforcement、現実世界でのSWATに相当する特殊部隊）やFIB（Federal Investigation Bureau、モデルはFBI）の追跡を受けることになる。
ゲーム内の企業として、『VC』から登場したスプランク（Sprunk）、バーガーショット（Burger Shot）や、クラッキンベル（Cluckin' Bell）などの企業も登場し、地域の新聞であるリバティーツリー（Liberty Tree）も存在する。

### 歴史
ゲーム内のテレビ番組であるヒストリー・オブ・リバティーシティでは、リバティーシティの制定からアメリカ南北戦争までの歴史が紹介されており、それによるとリバティーシティの歴史はモデルとなった都市であるニューヨーク市の歴史と類似点が多い。
リバティーシティと今呼ばれる地域は1609年にホレイショ・フンボルト（Horatio Humboldt）という人物が開拓し始めたと言われている。1625年にロウアー・アルゴンキンにオランダの交易所が設けられると、リバティーシティは一気に麻薬と不正の巣窟と化した。リバティーシティは元々この土地に最初に入植したオランダ人たちからニュー・ロッテルダム（New Rotterdam）と名付けられていたが、1664年にイギリスがオランダに対して資金援助を行う見返りとして、土地の権限がイギリスに移り、その時からリバティーシティと呼ばれるようになった。そしてアメリカ独立戦争の結果として、1783年にはイギリスがリバティーシティの所有権を放棄し、1790年代に政府機能が他都市に移動するまではアメリカの最初の首都になった。

### 地域
『IV』の地域は大きく分けると4つの島からなる。リバティーシティにおいてはボーハンが最小の島でアルゴンキンが最大の島となる。オルダニーはリバティーシティの隣の州であり、州都はオルダニーシティ。それぞれの島は橋やトンネル（ノースウッドハイツ橋/North Wood Heights Bridge、イーストボロー橋/East Borough Bridge、デュークスベイ橋/Dukes Bay Bridge、ヒッキー橋/Hickey Bridge、アルゴンキン橋/Algonquin Bridge、ブローカー橋/Broker Bridge、ブース・トンネル/Booth Tunnel）で繋がっている。
また、オルダニーとアルゴンキンの間にはハピネス島（Happiness Island）、アルゴンキンとデュークスの間には北からチャージ島（Charge Island）、コロニー島（Colony Island）がある。
地域としては下の5つがある。

#### アルゴンキン（Algonquin）
モデル都市はニューヨーク市マンハッタン。キャッチコピーは自称万物の中心（Self-proclaimed center of everything）など。現実のマンハッタンのように超高層ビルが立ち並び、多くの種類の文化が街の中で入り混じっている。
ゲーム内のテレビで放送されている「The History of Liberty City」というリバティーシティの歴史を語る番組によると、アルゴンキンという地名は元々ネイティブアメリカンの言葉で『高層マンションを建てるための場所』もしくは『STDに感染するための場所』という意味の言葉らしい。
Algonquinとは「アルゴンキン語族」にちなむ。アルゴンキンを東西に走るストリートの名前は鉱石（エメラルド・ストリートやヘマタイト・ストリートなど）や元素（マンガニーズ・ストリートやバリウム・ストリートなど）にちなんでいる。また、通りの頭文字がアルファベット順に並んでおり、ストリートの場合は南から北にA-X、アベニューの場合は東から西にA-Gの順に並んでいる。『アルゴンクイン』と表記される場合もある。
地区名
チャイナタウン（Chinatown）
アルゴンキン南部の一角にある漢字の看板が立ち並ぶ中国人街。モデルはチャイナタウン。
リトルイタリー（Little Italy）
イタリア風の店が多く建ち並ぶ一角。モデルはリトル・イタリー。マップ上で見るとかなり狭小な地域であるが、現実のリトル・イタリーもイタリア系アメリカ人住民の減少によって縮小しており、現在ではチャイナタウンに飲み込まれてアジア系住民が多く住む街になっている。
ノースウッド（Northwood）
アルゴンキン北端の地域。プレイボーイ・Xの邸宅やノースウッド消防署、『TBOGT』にて開催されるLCケージファイトの会場がある。モデルはインウッド及びワシントンハイツ。
ノース・ホーランド（North Holland）
アルゴンキン北部に存在し、『TBOGT』の主人公であるルイスの隠れ家、アルゴンキン北部で倒れた時に担ぎ込まれるホーランド病院センターがある。モデルはハーレム。
イースト・ホーランド（East Holland）
ノース・ホーランドに隣接する地域。イーストホーランド警察署がある。モデルはイースト・ハーレム。
ミドルパーク（Middle Park）
アルゴンキンの中心にある公園。モデルはセントラル・パーク。
ミドルパーク・イースト（Middle Park East）
その名の通りミドルパークの東に位置する。ミドルパーク・イースト警察署、ニコ達がボーハンから移り住む次の隠れ家がある。モデルはアッパー・イースト・サイド。
ミドルパーク・ウエスト（Middle Park West）
ミドルパークの西側に位置する地域。高速道路の側にはグラント墓地をモデルにした大きな廟が建っている。モデルはアッパー・ウェスト・サイド。
トライアングル（The Triangle）
スター・ジャンクションの南隣の地域で、この街のランドマークでもあるロッテルダム・タワーがある。モデルはフラットアイアン・ディストリクト。
エクスチェンジ（The Exchange）
アルゴンキン南部にある金融街。モデルはウォール街などを含むフィナンシャル・ディストリクト。
官庁街（City Hall）
アルゴンキンの南部にある官庁街。シティホール病院があるが担ぎ込まれることはなく、救急キットもない。中心にはリバティー市庁舎（モデルはニューヨーク市庁舎）が存在する。
キャッスルガーデン・シティ（Castle Garden City）
エクスチェンジで働く人が多く住んでいる。モデルはバッテリー・パーク・シティ。
キャッスルガーデン（Castle Gardens）
アルゴンキンの南端に位置する公園。その大部分は再開発地区となっている。モデルはバッテリー・パーク。
ミート・クォーター（The Meat Quarter）
アルゴンキン西岸に位置する地区。河岸沿いにゴールデン・ピアがある。また、昔造られた鉄道の高架が今でも残されている。モデルはミートパッキング・ディストリクト。
ヴァーシティ・ハイツ（Varsity Heights）
アルゴンキン北西にある地域で、ベスプッチ大学が位置している。ヴァーシティハイツ警察署がある。モデルはモーニングサイド・ハイツ。
ハットンガーデン（Hatton Gardens）
アルゴンキン東部の地区。ここにコロンバス大聖堂が位置している。モデルはチューダー・シティ。
パーガトリー（Purgatory）
アルゴンキンの中程にある地区。パッキーの自慢話によるとマクレリー・ファミリーがリバティーシティを牛耳っていた頃はここに根城を構えていたらしい。パーガトリー警察署がある。モデルはヘルズ・キッチン。
ランセット（Lancet）
アルゴンキンの中部に位置する地区。アルゴンキン南部で倒れると担ぎ込まれるランセット病院センターがある。モデルはキープベイ。
ランカスター（Lancaster）
アルゴンキン北部に存在する地域。モデルはヨークヴィル。
フィッシュマーケット・サウス（Fish Market South）
アルゴンキン南部に存在する地区。フィッシュマーケット・サウス消防署がある。モデルはサウス・ストリート・シーポート。
フィッシュマーケット・ノース（Fish Market North）
アルゴンキンの南東に位置する地域。モデルはバワリー。
ウェストミンスター（Westminster）
アルゴンキン西岸の地域で、『TBOGT』においてトニーが経営するクラブ「メゾネット9」と「ヘラクレス」がある。モデルはグリニッジ・ヴィレッジ。
サフォーク（Suffolk）
南アルゴンキンに位置する地域で、マクレリー家の葬儀やローマンとマロリーの結婚式が行われた教会（モデルはトリニティ教会）や、サフォーク警察署が存在する。モデルはソーホー。
プレジデンツシティ（Presidents City）
アルゴンキン中部に存在する地区で、ここからコロニー島とを結ぶリーパー橋が架かっている。モデルはアルファベット・シティ。
イーストン（Easton）
スター・ジャンクションの近隣に位置する地域。モデルはイースト・ヴィレッジ。
ロウアー・イーストン（Lower Easton）
イーストンに隣接する地域。モデルはロウアー・イースト・サイド。
スター・ジャンクション（Star Junction）
多くの看板が設置されている超高層ビル街の真ん中の地域。人や車が絶えず行き交っている。派出所、スター・ジャンクション消防署がある。モデルはタイムズスクエア。
施設・観光地
ロッテルダム・タワー（Rotterdam Tower）
リバティーシティのほぼ全域から望むことのできる一番高いビル。モデルはエンパイア・ステート・ビルディング。
ランドルフ・アート・センター（Randolf Art Center）
美術系の総合施設。モデルはリンカーン・センター。オランダ人の美のミニマリストであるPhilips Van Der Philipの展示と、円の美について生涯をささげたAdam Biggsの展示が行われている。
CCビル（CC Building）
正式名は市民連合本部ビル（Civilization Committee Building）。いろんな団体からの代表者が集まる。モデルは国際連合本部ビル（組織のマークは国連旗の世界地図が万歳をする人々に置き換わっている形になっている）。
ジルコニウム・ビル（Zirconium Building）
1930年に公にされたアール・デコ建築のビル。モデルはクライスラービル。
リバトニアン博物館（Libertonian Museum）
現在改装中で閉鎖されている博物館。普段は歴史や恐竜などについての展示が行われている。モデルはメトロポリタン美術館。
トライアングルビル（Triangle Building）
ビルの形状の面白さから有名で、ビル自体が上空から見ると鋭角な直角三角形の形をしている。モデルはフラットアイアンビルディング。
グランド・イーストン駅（Grand Easton Terminal）
世界でも指折りの混雑を誇る駅。ボザール様式の建築物である。モデルはグランド・セントラル駅。
クリーソープス・タワー（Cleethorpes Tower）
Lyle Cleethorpesが財力誇示のために建てた5番目のビル。モデルはトランプ・タワー。
ゲイタライフ・ビル（GetaLife Building）
グランド・イーストン駅の隣に建つ高層ビル。モデルはメットライフビル。
リバティー自然史博物館（Liberty State Natural History Museum）
ミドルパークの西に立つ博物館。モデルはアメリカ自然史博物館。
コロンバス大聖堂（Columbus Cathedral）
ハットンガーデンに立つ巨大な聖堂。モデルはセント・パトリック大聖堂。
ベスプッチ大学（Vespucci University）
リバティーシティ唯一の大学。モデルはコロンビア大学。
ドラゴン・ハート・プラザ（Dragon Heart Plaza）
ブローカー橋を渡ったところにある巨大な中国式の建物。『TLAD』では建物の上層階で、『TBOGT』では建物の内部で銃撃戦が行われる。
ピア45（Pier 45）
ブローカー橋のすぐ横、湾岸に建つショッピング施設。モデルはピア17（2015年現在は再開発事業に伴い解体されたため現存せず）。
ゴールデン・ピア（Golden Pier）
アルゴンキン西岸にある複合施設。ボウリング場やゴルフ場（『TBOGT』のみ）が併設されており、フレンドとの遊興時に訪れる事が出来る。モデルはチェルシー・ピア。
ライブ・セントラル・ミュージック・ヴェニュー（Live Central Music Venue）
コロンバス大聖堂の隣、ロックフェラー・センターをモデルにした複合施設内にある音楽ホール。モデルはラジオシティ・ミュージックホール。

#### ボーハン（Bohan）
モデル都市はニューヨーク市ブロンクス。キャッチコピーは北のはずれ（Practically upstate）など。コーポラティブハウスなどがあり、5つの地域の中では一番面積が小さく、比較的穏やかな地域。ボーハンの通りの名前は有名な刑務所にちなんでいるものが多く、アルカトラズ・アベニュー、シンシン・アベニュー、サンクエンティン・アベニュー、グアンタナモ・アベニューなどがある。
地区名
インダストリアル（Industrial）
ボーハンの中程にある工業地域。南に建設中の高速道路がある。モデルはサウンドビュー及びポート・モリス。
ノーザンガーデン（Northern Gardens）
ボーハンの北に存在する地域。サウスガーデン警察署、ボーハン医科歯科センターがある。モデルはコープ・シティ。
チェイスポイント（Chase Point）
ボーハンの南にある地域で、ボーハンにある駅の一つであるウィンドミル・ストリート駅が存在する。モデルはハンツ・ポイント。
サウス・ボーハン（South Bohan）
その名の通りボーハンの最南端に位置する地区。サウス・ボーハン消防署や、ニコ達のブローカーの隠れ家が焼失した後に訪れる次の隠れ家がある。モデルはサウス・ブロンクス。
リトルベイ（Little Bay）
ボーハンの東側にある地区。ここからデュークス湾を一望できる。モデルはスロッグス・ネック。
ブルバード（Boulevard）
ボーハンの北西に位置する地域。モデルはグランド・コンコース。
フォートサイド（Fortside）
ボーハン西部の地区で、フォートサイド警察署、ボーハンにある駅の一つであるサンクエンティン・アベニュー駅がある。モデルはフォードハム。
施設・観光地
ウェルハム・パークウェイ（Welham Parkway）
ボーハンの北部にある公園道路。周りにはテニスコートや野球場、池などが整備されている。モデルはペルハム・ベイ・パーク。

#### ブローカー（Broker）
モデル都市はニューヨーク市ブルックリン。キャッチコピーは教会、住宅開発、流行の最先端（Churches, hipsters and housing projects）など。『IV』主人公のニコが最初に降り立つ場所であり、序盤の舞台となるところ。港があるだけあって工場や倉庫が集まっており、また、ロシアからの移民が多く住んでいることからマフィア（主にロシア）やギャングの巣窟となっている治安が極めて悪い地域。ゲーム内のテレビで放送されている「The History of Liberty City」というリバティーシティの歴史を語る番組によると、ブローカーという地名は、イギリスの王の婚外子であるSir William Broker III（ウィリアム・ブローカー・3世）から由来しているらしい。ブローカーのストリートの名前は有名なカウボーイの名前にちなんでおりヒコック・ストリートやアープ・ストリートなどがある。また、アベニューはネイティブアメリカンの民族名にちなんであり、モホーク・アベニューなどがある。
地区名
アウトルック（Outlook）
ブローカーの中央付近にある地域で、アウトルック・パークがほぼ全域を占める。
イーストフック（East Hook）
ブローカー西の川沿いにある地区。ブローカー海軍造船所などがある。モデルはレッドフック。
ホーブビーチ（Hove Beach）
ニコの最初の隠れ家がある場所。東欧系の人種が集まっており、ロシア語で書かれた看板などもある。モデルはブライトンビーチ。名前の由来はイギリスの都市、ブライトン・アンド・ホーブから。
サウス・スロープス（South Slopes）
ブローカー東部の地域。サウス・スロープス警察署がある。モデルはパーク・スロープ。
ビーチウッド・シティ（Beechwood City）
ブローカー東部海岸沿いにある地域。モデルはフラットブッシュ。"Beechwood"とはブナの意。
ショットラー（Schottler）
デュークスにほど近い所に位置する地区。『IV』終盤においてジョン・グラヴェリが入院していたショットラー医療センターがある。モデルはベッドフォード・スタイベサント。
ダウンタウン（Downtown）
ブローカーの中心地にあたる地域。モデルはブルックリンのダウンタウン。
ロッテルダムヒル（Rotterdam Hill）
ブローカー西側の高台にある住宅街。モデルはクリントン・ヒル。
ボアボ（BOABO）
ボアボとはアルゴンキン橋出口高架橋下"Beneath the Offramp of the Algonquin Bridge Overpass"の略。モデルはダンボ"DUMBO（Down Under the Manhattan Bridge Overpass）"。
ビーチゲート（Beachgate）
南に突き出た土地であり、ファウスティンの屋敷もここにある。モデルはシーゲート。
ファイアフライ公営団地（Firefly Projects）
ファイアフライ・アイランドに隣接する公営団地。モデルはブラウンズヴィル。
ファイアフライ・アイランド（Firefly Island）
ブローカーの南端の地域で、「ファンランド」という遊園地があるが営業はしていない。唯一、ボウリング場が営業中。モデルはコニーアイランド。"Firefly"とはホタルの意。
施設・観光地
アウトルック・パーク（Outlook Park）
ブローカーのほぼ中央に位置する公園。この公園のルールは厳しく、球技・飲食・ペット禁止をはじめとし、子ども禁止、ランニング禁止とあり得ないことまで禁止している。モデルはプロスペクト・パーク。
ソルジャーズ・プラザ（Soldiers Plaza）
モントーク・アベニューとサンダンス・ストリートの交差点のロータリーの中央に立つ門状の建造物。モデルはグランド・アーミー・プラザ。
公立図書館（Public Library）
ソルジャーズ・プラザの向かいに建つ。モデルはブルックリン公立図書館。
ブローカー海軍造船所（Broker Navy Yard）
イーストフックにあり、ニコがリバティーシティに来るまでの間働いていた商船「プラティパス号」が停泊している。モデルはブルックリン海軍工廠。
ファンランド（Funland）
ファイアフライ・アイランドにある閉園した遊園地。『TBOGT』の最終ミッションではルイスがここでヤクの取引をしていたブルガーリンの一味を襲撃する。モデルとなったのはアストロランド（こちらも2008年に閉園している）。モデル同様、Parachute Jumpや、Breakdanceなどの遊具がある。砂浜側にはボードウォーク（モデルはRiegelmann Boardwalk）が設置されている。
リバティー・アイ（Liberty Eye）
ファンランド内にある観覧車。モデルはワンダー・ホイール。
ザ・スクリーマー（The Screamer）
ファンランドに隣接して建てられているジェットコースター。モデルはサイクロン。
LTA本社（Headquarters of the Liberty City Transport Authority）
アウトルック・パークの北西、マンシー・アベニューとアープ・ストリートの交差点にある。
バスターミナル（Broker Bus Depot）
LTA本社の北、アルゴンキン橋の下に設置されている。
クロックタワー（Clocktower）
アルゴンキン橋のブローカー側にあるデジタル時計台。モデルはウォッチタワー（ものみの塔聖書冊子協会）。

#### デュークス（Dukes）
モデル都市はニューヨーク市クイーンズ。キャッチコピーは多文化のスラム街（Multicultural ghettoes）など。空港や公園など規模が大きい場所が多い。通りの名前は古戦場にちなんでおり、コンコード・アベニュー、トレントン・アベニュー、ヨークタウン・アベニューなどがある。
地区名
フランシス国際空港（Francis International Airport）
リバティーシティの東端に位置する空港。デュークス全域のほぼ半分を占める広さを持つ。巨大な庁舎のフランシス国際空港警察署を持つ。『III』時代のフランシス国際空港とは違い、ニューヨーク市に実際に存在するジョン・F・ケネディ国際空港の第5ターミナルに似せた造りになっている。また、滑走路のレイアウトはラガーディア空港をモデルにしている。
スタインウェイ（Steinway）
フレンドと飲みに訪れる事ができるスタインウェイ・ビアガーデンがある。モデルはアストリア。
セルヴェッサ・ハイツ（Cerveza Heights）
デュークス南部に位置する地域。セルヴェッサハイツ警察署、病院とは思えない外装のセルヴェッサハイツ医療センターがある。モデルはコロナ。
メドウズパーク（Meadows Park）
アルゴンキンのミドルパークと同じ規模の公園。モデルはフラッシング・メドウズ・コロナ・パーク。
メドウ・ヒルズ（Meadow Hills）
メドウズパークに隣接する住宅街。南にあるリンチ・ストリート駅の前は立派な広場となっている。モデルはフォレストヒルズ。
ウィリス（Willis）
フランシス国際空港にほど近い所にある地域。"BIG WILLIS MALL"と呼ばれる大きなショッピングモールがある。モデルはホリス。
イーストアイランドシティ（East Island City）
デュークスの西側にある地域。LC24タワーやNUCAなどもこの地域に存在する。モデルはロングアイランドシティ。
施設・観光地
LC24タワー（LC24 Tower）
イーストアイランドシティに建つ高層ビル。周りに他の高層ビルがないのでかなり目立つ。モデルはワン・コート・スクエアにあるシティグループ・ビル。
国立現代美術館（National Union of Contemporary Arts）
通称NUCA、雰囲気のある重厚な建物と壁面のP.45の文字が特徴。現在中国人アーティストのBaoの展示と、二人ともホモである写真家Simon & Nigelの展示が開かれている。モデルはMoMA PS1。
リバティー州立パビリオンタワー（Liberty State Pavilion Towers）
メドウズ・パークに立つ質素なタワー。モノグローブ同様半世紀前の万国博覧会の際に残されている。モデルはニューヨーク州パビリオン。
モノグローブ（The Monoglobe）
メドウズパークの南の噴水にある大きな地球儀。モデルはユニスフィア。『CTW』ではホァンにより爆弾で吹き飛ばされてロストのアジトに突っ込んでしまった。
リンチ・ストリート駅（Lynch Street）
メドウズパーク南側に近隣している駅。駅前は古い独特の街並みとなっている。モデルはフォレスト・ヒルズ駅。
スプランク・サイン（Sprunk Sign）
イーストボロー橋のデュークス側の袂にあるスプランクの巨大な宣伝広告看板。モデルはペプシコーラ・サイン。
ガントリー・パーク（Gantry Park）
デュークスの北西岸に位置する公園。モデルはガントリー・プラザ・ステイト・パーク。
スタインウェイ・パーク（Steinway Park）
スタインウェイの川沿いに位置する公園。中央には大きな公共プールがある。共同墓地を挟んでガントリー・パークと隣接している。モデルはアストリア・パーク。
デュークス・パーク（Dukes Park）
イーストボロー橋の袂に位置する公園。歩行者用のトンネルを経てスタインウェイ・パークと隣接する。また、上記のスプランク・サインはこの公園に存在する。
シルバーバック・スタジオ（Silverback Studios）
デュークス側のイーストボロー橋から見える大きな看板が特徴。シルバーバックはゴリラを意味する。モデルはシルバーカップ・スタジオ。
落書きだらけの建物
LC24タワーからデュークス大通りを挟んで南西に位置する、文字通り全体が落書きに覆われている建物。モデルはファイブ・ポインツ（2015年現在は再開発事業に伴い解体されたため現存せず）。

#### オルダニー（Alderney）
リバティーシティの隣の州。モデル都市はニューヨーク州の隣、ニュージャージー州。キャッチコピーはストリップモールと共同住宅（Strip malls and condos）など。
『IV』と同じマップの『CTW』にはハード設計上登場せず、ブース・トンネルも登場しない。
北部は住宅や商業ビルが大半を占めているのに対し、南部は工業地帯で工場や製油施設などがある。刑務所があるので非常に評判が悪い。通りの名前は地域によって異なり、北オルダニーは山脈の名前（ビーバーヘッド・アベニュー、ブリッジャー・ストリートなど）、中央オルダニーは発明家やカルト宗教の関係者の名前（エジソン・アベニュー、アップルホワイト・ストリート、アサハラ・ロードなど）、南オルダニーはアメリカ軍が行った核実験の作戦名（トリニティ・ロード、レッドウィング・アベニュー、プラムボブ・アベニューなど）にちなんでいる。オルダニーの名はイギリス海峡のチャンネル諸島の島名を元にしている。これは『GTA』に登場した地域「ガーンジー」も同様である。
地区名
オルダニーシティ（Alderney City）
オルダニーの州都。島の中央部分を占めている。ニコがレイ・ボッチーノから譲り受けた隠れ家がある。モデルはニューアーク。名前の由来はジャージーシティ。
アクター（Acter）
オルダニー西部の地域で、。『TLAD』においてロストのクラブハウスが位置している。モデルはカーニー。
アクター・インダストリアルパーク（Acter Industrial Park）
オルダニー南部に広がる工業地帯。モデルはサウス・カーニー工業地帯。
オルダニー州立刑務所（Alderney State Correctional Facility）
オルダニーの評判を悪くしている原因。『TLAD』の最終ミッションでは収監されているビリーを抹殺するためジョニー達がここを襲撃する。
レフトウッド（Leftwood）
オルダニーの北部に存在する地域。レフトウッド警察署がある。モデルはイングルウッド。
ウェストダイク（Westdyke）
オルダニー北部の高級住宅街。北端には『IV』本編の最終ミッションにて訪れる廃カジノがある。また、ジミー・ペゴリーノの側近・アントニーが入院しているウェストダイク記念病院がある。中に入れるが、内部はショットラー医療センターと変わりない。モデルはウィーホーケン。
チューダー（Tudor）
オルダニー西部に位置する地域。ロストのクラブメンバーであるブライアンの隠れ家、ノースチューダー医療センターがある。がある。モデルはエリザベス。
ポート・チューダー（Port Tudor）
オルダニーの東にある大きな港湾施設。モデルはポート・ニューアーク・エリザベス・マリンターミナル。
ノルマンディ（Normandy）
オルダニーシティの南に隣接する地域。モデルはベイヨン。
ベルヘム（Berchem）
オルダニー西部にある住宅街。モデルはホーボーケン。
施設・観光地
リバティー・フェリーターミナル（Liberty Ferry Terminal）
オルダニーシティ南部にあるフェリーターミナル。モデルはホーボーケン駅（ただし、駅部分はオミットされている）。フェリーは物理的な処理に関する問題があったため本編では登場せずティザートレイラーのみの登場となった。
インターナショナル・オンライン・アンリミテッド（International Online Unlimited）
オルダニーシティの川沿いに位置するビル。外観のモデルはニューアーク・リーガル・センター。
カカガワ・ビル（Kakagawa Building）
オルダニーシティの西側にあるビル。モデルはプルデンシャル・プラザ。

### 周辺地域
ハピネス島（Happiness Island）
オルダニーとアルゴンキンの間にある島。モデルはリバティ島。自由の女神そっくりの幸福の女神（Statue of Happiness）が建っている。ゲーム内のテレビで放送されている"The History of Liberty City"というリバティーシティの歴史を語る番組によると、この像は「イギリスの食べ物と訛りからの解放100周年記念」としてフランスからアメリカに贈呈されたものらしい。自由の女神と決定的に違うところはたいまつの代わりにコーヒーカップを持っていることと、銘板に"Send us your brightest, your smartest, your most intelligent, Yearning to breathe free and submit to our authority, Watch us trick them into wiping rich people's asses, While we convince them it's a land of opportunity.JULY IV MDCCLXXVI"と書かれていることである。
チャージ島（Charge Island）
デュークスとアルゴンキンの間にある島。目立つものと言えば下水処理場と料金所ぐらいしかない。モデルはランドールズ島とワーズ島。
コロニー島（Colony Island）
ブローカーとアルゴンキンの間にある島。陸路ではアルゴンクインの東岸から伸びる橋か、ケーブルカーでのみ行くことが可能。マンションや廃病院などがある。モデルはルーズベルト島。
キャラウェイズ（The Carraways）
『IV』において設定でのみ存在するリバティーシティ郊外の地域。モデルはハンプトンズ。ゲーム中ではアレクサンドラ・チルトンのブログにおいて元彼が住んでいた場所としてもその名前が登場する。

### 犯罪組織
本作はギャングやマフィアは主に所属する組織のテリトリーにたむろし、一般市民と同じように生活している。通常の市民と別カラーの車に乗り、ニコが素手で攻撃を行うと最初は素手で反撃し、銃を突きつけると持っていた銃や武器を使って反撃を行う（ストーリー上友好的な組織は攻撃してこない）。また、GTAの「ヤクザ」が登場せず、イタリアンマフィアの五大ファミリーが登場したり、アイルランド系やアルバニアンマフィアが登場するなど、これまでの作品に比べ、よりリアルな犯罪組織構成図となっている。
イタリア系マフィア（Italian Mafia）
ガンベッティ・ファミリー（Gambetti Crime Family）
イタリア系五大ファミリーの一つで、リバティーシティ全域で勢力を持つ。病床のジョン・グラヴェリがボスである。
パヴァノ・ファミリー（Pavano Crime Family）
イタリア系五大ファミリーの一つで、アルゴンキンとボーハンを縄張りとしている。取引を持ちかけるペゴリーノ・ファミリーを裏切ったことから抗争状態になる。自動車ディーラーのAUTO EROTICARを経営している。
メッシーナ・ファミリー（Messina Crime Family）
イタリア系五大ファミリーの一つで、デュークスを本拠地とする。劇中にはほぼ登場しない。
ルピセラ・ファミリー（Lupisella Crime Family）
イタリア系五大ファミリーの一つで、ボーハンを縄張りとする。劇中にはほぼ登場しない。
アンチェロッティ・ファミリー（Ancelotti Crime Family）
イタリア系五大ファミリーの一つで、オルダニーを拠点としているが、勢力は五大ファミリー中最弱である。ロシアンマフィアやアルバニアマフィアなどと手を組むことがあり、『TBOGT』の主人公であるルイスの相棒、ゲイ・トニーが所属している。
ペゴリーノ・ファミリー（Pegorino Crime Family）
オルダニーのウエストダイクとアルゴンキンのリトルイタリーを縄張りとするイタリア系マフィアで、ジミー・ペゴリーノをボスとする。伝統的にリバティーシティを支配してきたイタリア・マフィアのコミッションに入ろうとするが、相手にされず、対立を始めている。また、協力していたパッキーからは嫌われ、犯罪専門家からは「五大マフィアとはほど遠い、流血と犯罪を繰り返すだけのチンピラの集まり」と酷評される。構成員はスーツ姿から遊び人風など、裕福そうな出で立ちをしている。乗っている車はスポーツカー系で、主にPMP600（モデルはクライスラー 300C）やSENTINEL（モデルはBMW M3 E46）のXS仕様（コミッションのマフィア達も同様）。
東ヨーロッパ系ギャング（Eastern European Gangs）
ペトロヴィッチ・ファミリー（Petrovic Mafiya）
サウス・ブローカー全域で活動を行うロシア系マフィアで、レイ・ブルガーリン、ディミトリ・ラスカロフなどと同盟を結んでいる、曰くリバティーシティの全てのマフィアを合わせたよりも巨大な組織。マルチプレイヤーモードではペトロヴィッチの組織の構成員達が主人公となる。
ファウスティン・ファミリー / ラスカロフ・ファミリー（Faustin Mafiya / Rascalov Mafiya）
ブローカー地区ホーブビーチを縄張りとするロシア系マフィア達の一ファミリー。ミカイル・ファウスティンが仕切っていたが、彼の腹心の部下であるディミトリ・ラスカロフの裏切りと彼の命を受けたニコにミカイルを殺害されたためにディミトリがボスとなる。しかし、ディミトリがボスになってからはヨーロッパのレイ・ブルガーリンやホーブ・ビーチにたむろする他のロシアン・マフィア達と結託し、五大ファミリーのビジネスを侵略しようとし、更には政治家達の権威や命を狙うというテロリズムまがいの犯罪にも及ぶ、より危険な組織と化し、シリーズ序盤から終盤まで、多くのミッションでニコに襲い掛かる敵となる。構成員達は労働者風の格好をしている者もいれば、古いスーツやブレザーを着ている者もいる。
アルバニアンギャング（Albanian Mob）
アルバニア人によって構成されるギャングで、ボーハン地区のリトルベイを縄張り（平日は夜しか現れない）とし、ローマンに金を貸しているダーダン・ペトレーラなどが所属している。構成員は黒髪で体格が厳つく、服装はダウンジャケットやブレザー、ミリタリージャケットやレーサー仕様の革ジャンなど。赤いFUTO（モデルはトヨタ・カローラレビンAE86）やHAKUMAI（モデルはホンダ アコード CA5）などの日本車に乗る。
実在のアルバニア系犯罪組織についてはアルバニア・マフィアを参照。
アフリカ系・アメリカ人ギャング（African-American Gangs）
M.O.B（Hustlers）
アフリカ系ストリートギャングで、ブローカー地区のファイアフライ公共団地とオルダニーのアクターが縄張りである。本編では車の密売人であるジャーメイン・アンドリュースがメンバーで、序盤から中盤のミッションで敵として登場する。ヒップホップ系のファッションをしている。LANDSTALKER（モデルはフォード・エクスペディション）（後部座席にモニター有り）やPATRIOT（モデルはハマー H2）などといったSUVや、PRESIDENTE（モデルはキャデラック CTS 初代）やPMP-90などのスポーツカーに乗る。
実在する黒人系ギャングについてはクリップスやブラッズなどを参照。
ノース・ホーランド・ハスラーズ（North Holland Hustlers）
アフリカ系ストリートギャングで、プレイボーイX（ストーリーの進行上によっては途中でドウェイン・フォージに交代）をリーダーとし、アルゴンキン地区のノース・ホーランドを拠点とする。ドウェインに「援護」を頼むと、このギャングのメンバーが護衛についてくれる。服装と乗っている車はM.O.Bと同じ。
イースト・ホーランド・ドラッグ・クルー（East Holland Drug Gang）
アフリカ系ストリートギャングで、イースト・ホーランドの公共団地が縄張りである。クラレンス・リトルをリーダーとし、フランシスの言葉によれば女性に売春させたり、子供に麻薬を売るなど、相当凶悪な犯罪に手を染めていた。フランシス・マクレリーのミッションによって壊滅させられる。服装はM.O.Bと同じ。
ラテン系ギャング（Latin Gangs）
ザ・スパニッシュ・ロード（Spanish Lords）
プエルトリコ系ギャングで、ボーハン地区のサウス・ボーハン、ブローカー地区のセルヴェッサ・ハイツ、アルゴンキン地区のイースト・ホーランド、オルダニー地区のオルダニーシティとリバティーシティの広域を縄張りにし、中盤のミッションで敵として登場する。また、構成員達は黒人ギャングたちと同じくヒップホップ系のファッションをしている。乗っている車は、赤と金色の二色をしたCAVALCADE（モデルはキャデラック エスカレード GMT800）（ステレオ付）、PURIMO、DUKES（モデルはダッジ・チャージャー 1969年式）などの高級車。
実在のプエルトリコ系ギャングについてはラテンキングスを参照。
ノースウッド・ドミニカン・ドラッグ・ディーラーズ（Northwood Dominican Drug Dealers）
ドミニカ系ギャングで、『TBOGT』の主人公、ルイス・フェルナンド・ロペスが所属し、『IV』本編では、テディ・ベナヴィデスがノースウッドの団地を拠点としていた。『IV』本編では服装はスパニッシュ・ロードと同様だが、『TBOGT』では同じヒップホップ系だが落ち着いた色調の服装をしている。
ドミニカ系ギャングとしてDDPという組織が実在している。
バイカーギャング（Biker Gangs）
ザ・ロスト・モーターサイクルクラブ（The Lost MC）
バイカーギャング。オルダニー州アクターに支部を持ち、『TLAD』の主人公、ジョニー・クレビッツが所属している。『IV』本編ではZOMBIE（モデルはハーレーダビッドソン・ソフテイル）というチョッパー・バイクに乗り、『TLAD』では、更に乗車するバイクの種類が増えている。
デス・エンジェルズ・モーターサイクルクラブ（Angels of Death）
バイカーギャング。ヒッキー橋近くを本拠地とし、ブローカーのボアボとビーチウッド・シティのバーガーショット前にたむろしており、ザ・ロスト・モーターサイクルクラブと対立している。『IV』本編のミッションでは、エリザベータの麻薬を盗んだスパニッシュ・ロードと共に取引相手として登場するのみ。『IV』ではHELLFURYというチョッパー・バイクに乗り、『TLAD』では、更に乗車するバイクの種類が増えている。
アップタウン・ライダーズ（Uptown Riders）
黒人のバイカーギャングで、アルゴンキン地区のノース・ホーランドが縄張り。また、『TLAD』にのみ登場する。他のバイカー達と違い、スポーツ系のバイクに乗っている。
東アジア系ギャング（Eastern Asian Gangs）
トライアド（Liberty City Triads）
中国系マフィアで、GTAシリーズ全般に渡り登場し、あらゆる都市、地域に支部を持つGTA史上最大の巨大組織。今作に登場するのはリバティーシティ支部で、アルゴンキン地区のチャイナタウンを縄張りにしている。リバティーシティ支部はジャオミン家、リー家、ミン家の三家族によって統治された組織であり、『CTW』の主人公、ホァン・リーが所属している。また、『IV』本編では主に中盤から終盤のミッションで敵として登場する。鳳凰や虎の柄をしたシャツや刺青など、韓国系ギャングであるミッドタウン・ギャングスターズよりも身なりが派手なアジア色の強い者もいれば、黒スーツやジャケットを着こなしている者もいるなど服装は様々である。お守りをミラーに付けたINTRUDERやFEROCIなどに乗っている。
ミッドタウン・ギャングスターズ（Midtown Gangsters）
韓国系ギャングで、オルダニーシティを縄張りにし、ミスターフークのライスボックスを経営しており、本編中では偽札屋であるキム・ヤングクが登場する。トライアドに比べてジャージやハーフコートなど身なりが地味で、青いSULTAN、PRESIDENTEなどスポーツカーに乗っている。また、ボーハンにもミッドタウン・ギャングスターズは存在し、『CTW』にて敵として登場する。
韓国系犯罪組織に、カンベジョポク（組暴）というものが存在する。
ヤーディーズ（Yardies）
別名ヒルサイド・ポッセ（Hillside Posse）。ジャマイカ系ギャングで、ブローカー地区のショットラーが縄張りである。また、リアル・バッドマンがリーダーで、リトル・ジェイコブが所属している。ストリートファッションか柄シャツなど身なりが派手で、緑色と黒の二色をしたVOODOO（モデルはシボレー・インパラ 6代目）やHUNTELY SPORT（モデルはランドローバー・レンジローバースポーツ）に乗っている。フレンズとプレイしない時のビリヤードの対戦相手はこのギャングのメンバーである。
実在のジャマイカ系ギャング、ジャマイカン・ポッセの影響が見られる。
マクレリー・ファミリー（McReary Crime Family）
アイルランド系ギャングで、デュークス地区のスタインウェイが縄張りである。マクレリー兄弟によって仕切られ、実質的リーダーであるパトリック・マクレリー曰く、かつてはリバティーシティ全域に影響力を持っていた。また、スタインウェイ・ビアガーデンとラッキー・ウィンクルズという二軒のバーを経営している。構成員の服装はミリタリージャケットかTシャツ。筋肉質な身体つきをしており、肥満体型がいない。乗っている車はセダンのORACLE（モデルはBMW 7シリーズ E65）とピックアップのCONTENDER（モデルはフォード Fシリーズ F-150）。どちらも色は緑系。フレンズとプレイしない時のダーツの対戦相手はこのギャングのメンバーである。
ジューイッシュ・モブ（Jewish Mob）
ユダヤ系マフィアでアイザック・ロスがボスを務めている。主にダイヤの密売などを行なっており、ミッションでニコによりボスのアイザックをホテル滞在中に襲撃され殺害される。搭乗する車は黒のPMP600。縄張りなどは不明である。
その他、エリザベータ率いるサウス・ボーハン・ドラッグクルー（South Bohan Drug Crew）や、ULペーパーのミッションで敵として登場するテロリストグループ、ファミリー同士の抗争以外のミッションなどに敵として登場する小規模なグループなど、縄張りを持たない犯罪組織がリバティーシティには存在する。

### 交通

#### LTA交通網
リバティーシティの地下鉄・バス・スカイカー（ケーブルカー）は、リバティーシティ都市交通局（リバティーシティ・トランスポート・オーソリティ / Liberty City Transport Authority：通称LTA）が運営している。本社はアウトルック・パークの北西にある。モデルはニューヨーク市都市交通局（MTA）。
地下鉄
路線はAライン、Bライン、Cライン、Eライン、Jライン、Kライン、3号線、8号線の8つがあるが、ルートは2種類しかない。

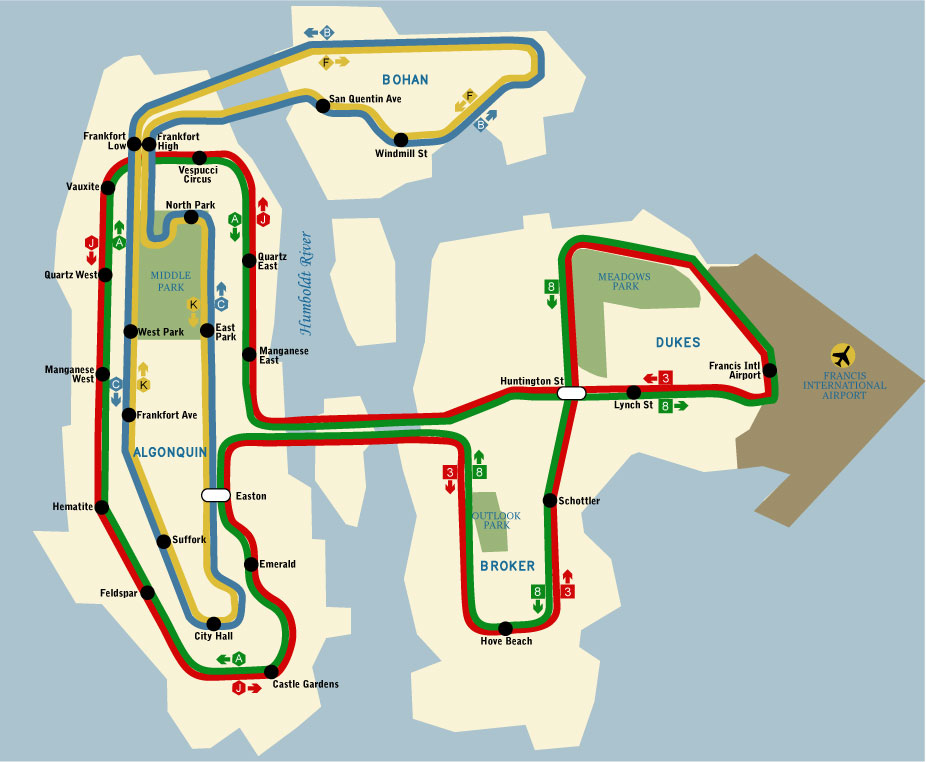
リバティーシティ地下鉄路線図

- ■Aライン・8号線、■Jライン・3号線ルート（ただしAライン・8号線は逆回り）

　　　デュークス、ブローカー、アルゴンキンを通るルート
| フランシス国際空港駅 Francis Intl. Airport Sta. (エアトレインJFK) |                                                                                                  | フランシス国際空港 Francis Intl. Airport                                                                           | デュークス Dukes                                                                                 | フランシス国際空港 Francis Intl. Airport                                                         |
| リンチ・ストリート駅 Lynch St. Sta. (Forest Hills)                |                                                                                                  | | デュークス Dukes                                                                                 | メドウヒルズ Meadow Hills                                                                        |
| ハンティントン・ストリート・ロウアー駅 Huntington St. Sta.        |                                                                                                  | メドウズパーク Meadows Park                                                                                        | デュークス Dukes                                                                                 | セルヴェッサ・ハイツ Cerveza House                                                               |
| アルゴンキン橋/Algonquin Bridge                                   |                                                                                                  | |                                                                                                  |                                                                                                  |
| マンガニーズ・イースト駅 Manganese East Sta.                      |                                                                                                  | コロンバス大聖堂 Columbus Cathedral                                                                                | アルゴンキン Algonquin                                                                           | ハットンガーデン Hatton Gardens                                                                  |
| クオーツ・イースト駅 Quartz East Sta.                             |                                                                                                  | チャージ島 Charge Island イーストボロー橋 East Borough Bridge                                                      | アルゴンキン Algonquin                                                                           | ランカスター Lancaster                                                                           |
| ベスプッチ・サーカス駅 Vespucci Circus Sta.                       |                                                                                                  | | アルゴンキン Algonquin                                                                           | ノースウッド/イースト・ホーランド Northwood/East Holland                                         |
| ヴォークサイト駅 Vauxite Sta.                                     |                                                                                                  | ホーランド病院センター Holland Hospital Center                                                                     | アルゴンキン Algonquin                                                                           | ノース・ホーランド North Holland                                                                 |
| クオーツ・ウェスト駅 Quartz West Sta.                             |                                                                                                  | リバティー州立自然史博物館 Liberty State Natural History Museum ベスプッチ大学 Vespucci University                 | アルゴンキン Algonquin                                                                           | ヴァーシティ・ハイツ Varsity Heights                                                             |
| マンガニーズ・ウェスト駅 Manganese West Sta.                      |                                                                                                  | ランドルフ・アート・センター Randolf Art Center                                                                    | アルゴンキン Algonquin                                                                           | ノースウッド/イースト・ホーランド Northwood/East Holland                                         |
| ヘマタイト駅 Hematite Sta.                                        |                                                                                                  | | アルゴンキン Algonquin                                                                           | ミート・クォーター Meat Quarter                                                                  |
| フェルドスパー駅 Feldspar Sta.                                    |                                                                                                  | 幸福の女神 Statue of Happiness                                                                                     | アルゴンキン Algonquin                                                                           | キャッスルガーデン・シティ Castle Garden City                                                    |
| キャッスルガーデン駅 Castle Gardens Sta.                          |                                                                                                  | | アルゴンキン Algonquin                                                                           | エクスチェンジ The Exchange                                                                      |
| エメラルド駅 Emerald Sta.                                         |                                                                                                  | チャイナタウン China Town ドラゴン・ハート・プラザ Dragon Heart Plaza ブローカー橋 Broker Bridge ピア45 Pier45     | アルゴンキン Algonquin                                                                           | ロウアー・イーストン Lower Easton                                                                |
| イーストン駅 Easton Sta. (Times Square – 42nd Street)             | ■B・Cライン ■E・Kライン                                                                          | スター・ジャンクション Star Junction グランド・イーストン駅 Grand Easton Sta. ゲイタライフ・ビル GetaLife Building | アルゴンキン Algonquin                                                                           | イーストン Easton                                                                                |
| アルゴンキン橋/Algonquin Bridge                                   |                                                                                                  | |                                                                                                  |                                                                                                  |
| ホーブビーチ駅 Hove Beach Sta. (Coney Island – Stillwell Avenue)  |                                                                                                  | ファイアフライ・アイランド Firefly Island                                                                          | ブローカー Broker                                                                                | ホーブビーチ Hove Beach                                                                          |
| ショットラー駅 Schottler Sta. (IRT Flushing Line)                 |                                                                                                  | アウトルック・パーク Outlook Park                                                                                  | ブローカー Broker                                                                                | ショットラー Schottler                                                                           |
| ハンティントン・ストリート・アッパー駅 Huntington St. Sta.        | （上記を参照）                                                                                   | （上記を参照） | （上記を参照）                                                                                   | （上記を参照）                                                                                   |
| フランシス国際空港駅 Francis Intl. Airport Sta.                   | （上記を参照）                                                                                   | （上記を参照） | （上記を参照）                                                                                   | （上記を参照）                                                                                   |
| デュークス大通り駅 Dukes Blvd. Sta.                               | GTA4序盤のとあるミッションでのみ利用できる駅。ミッション終了後は閉鎖されて利用する事は出来ない。 | GTA4序盤のとあるミッションでのみ利用できる駅。ミッション終了後は閉鎖されて利用する事は出来ない。                   | GTA4序盤のとあるミッションでのみ利用できる駅。ミッション終了後は閉鎖されて利用する事は出来ない。 | GTA4序盤のとあるミッションでのみ利用できる駅。ミッション終了後は閉鎖されて利用する事は出来ない。 |

- ■Bライン・Cライン、■Eライン・Kラインルート（ただしBライン・Cラインは逆回り）

　　　ボーハン、アルゴンキンを通るルート
| ウィンドミル・ストリート駅 Windmill St. Sta.                |                                 | | ボーハン Bohan         | チェイスポイント Chase Point         |
| サンクエンティン・アベニュー駅 San Quentin Ave. Sta.        |                                 | | ボーハン Bohan         | フォートサイド Fortside              |
| 鉄道橋                                                      |                                 | |                        |                                      |
| フランクフォート・ハイ駅 Frankfort High Sta. (125th Street) |                                 | | アルゴンキン Algonquin | ノースウッド Northwood               |
| ノースパーク駅 North Park Sta.                              |                                 | ミドルパーク Middle Park                                                                                           | アルゴンキン Algonquin | ミドルパーク Middle Park             |
| イーストパーク駅 East Park Sta.                             |                                 | ミドルパーク Middle Park リバトニアン博物館 Libertonian Museum クリーソープス・タワー Cleethorpes Tower            | アルゴンキン Algonquin | ミドルパーク Middle Park             |
| イーストン駅 Easton Sta. (Times Square – 42nd Street)       | ■Aライン・8号線 ■Jライン・3号線 | スター・ジャンクション Star Junction グランド・イーストン駅 Grand Easton Sta. ゲッタライフ・ビル GetaLife Building | アルゴンキン Algonquin | イーストン Easton                    |
| シティホール駅 City Hall Sta.                               |                                 | 市庁舎 Civic Citadel                                                                                               | アルゴンキン Algonquin | 官庁街 City Hall                     |
| サフォーク駅 Suffolk Sta.                                   |                                 | ロッテルダム・タワー Rotterdam Tower リトル・イタリー Little Italy                                                 | アルゴンキン Algonquin | サフォーク Suffolk                   |
| フランクフォート・ストリート駅 Frankfort Ave. Sta.          |                                 | スター・ジャンクション Star Junction ブース・トンネル Booth Tunnel                                                 | アルゴンキン Algonquin | スター・ジャンクション Star Junction |
| ウェストパーク駅 West Park Sta.                             |                                 | ミドルパーク Middle Park ランドルフ・アート・センター Randolf Art Center                                           | アルゴンキン Algonquin | ミドルパーク Middle Park             |
| フランクフォート・ロウ駅 Frankfort Low Sta.                 |                                 | | アルゴンキン Algonquin | ノースウッド Northwood               |
| ウィンドミル・ストリート駅 Windmill St. Sta.                | （上記を参照）                  | （上記を参照） | （上記を参照）         | （上記を参照）                       |

バス
街中にバス停はあり、バスターミナルにバスも止まっているが、実際にゲームの中では運行はされてはいない。
スカイカー（ケーブルカー）
アルゴンキン橋の横を沿うようにして、アルゴンキンのランセットとコロニー島を結んでいるケーブルカー。モデルはルーズベルト・アイランド・トラムウェイ。

#### タクシー
街中（特にアルゴンキン）を多く走っている。全体が黄色のボディ（イエローキャブ）が特徴。セダン型とワゴン型のタクシーがあり、運転手も白人や黒人、アジア系、女性、男性など様々。稀に日本人が働いていることがある。プレイヤーが客としても乗ることができ、目的地を選択すればそこまで乗せていってくれる。タクシーのドアの側面には右図のような料金表があるが、その料金表の通りにプレイヤーが支払うことはない。

#### 飛行機
フランシス国際空港や、flyUS、Airsol、Adios Airlinesなどという航空会社もあるが、プレイヤーはリバティーシティ以外に行くことはないので乗ることはできない。なお、flyUSの広告によると、『SA』で登場したロスサントスまでは$299から、ラスベンチュラスまでは$200から行けるらしい。また、『VC』に登場するバイスシティまでは$300からプライベートジェットで行けるらしい。

#### ヘリツアー
ヒギンズ・ヘリツアーズ（Higgins Helitours）が運営するヘリツアーはヘリコプターに乗り、パイロットがリバティーシティを上空から案内してくれるというものである。ヘリはそれぞれ違う周回ルートを飛ぶ。

#### 高速道路
高速道路は次の6つの高速道路が通っている。
- ブローカー・デュークス高速道路（Broker-Dukes Expressway）

ブローカー東部からフランシス国際空港を経由しデュークス北部へと至るフリーウェイ。モデルはブルックリン・クイーンズ・エクスプレスウェイ。
- アルゴンキン・デュークス高速道路（Algonquin-Dukes Expressway）

アルゴンキン橋からフランシス国際空港に至るフリーウェイ。モデルはロングアイランド・エクスプレスウェイ。
- ノーザン高速道路（Northern Expressway）

ボーハンの外周部を走るフリーウェイ。モデルはクロス・ブロンクス・エクスプレスウェイ。
- ユニオン・ドライブ・イースト（Union Drive East）

アルゴンキン東部沿岸を走るフリーウェイ。モデルはフランクリン・D・ルーズベルト・イースト・リバー・ドライブ。
- ユニオン・ドライブ・ウェスト（Union Drive West）

アルゴンキン西部沿岸を走るフリーウェイ。モデルはウェストサイド・ハイウェイ。
- プラマーズ・スカイウェイ（Plumber's Skyway）

オルダニーシティからオルダニー南部、オルダニー西部沿岸を経由し、最終的にはヒッキー橋へと至るハイウェイ。モデルはプラスキー・スカイウェイ。

#### 橋梁・トンネル
- アルゴンキン橋（Algonquin Bridge）

アルゴンキンとデュークスを結ぶ橋。橋の真下にコロニー島が位置している。モデルはマンハッタン橋。また、島の上を通る位置関係はクイーンズボロ橋をモデルにしている。
- ブローカー橋（Broker Bridge）

アルゴンキンとブローカーを結ぶ橋。モデルはブルックリン橋。徒歩で渡る事も可能だが、現実のブルックリン橋と同様に歩道の出入口は一見分かりにくい場所に位置している。
- イーストボロー橋（East Borough Bridge）

チャージ島の上を通りアルゴンキン、デュークス、ボーハンの3方向へと伸びている橋。モデルはトライボロー橋。
- ノースウッドハイツ橋（Northwood Heights Bridge）

アルゴンキンとボーハンを結ぶ橋。モデルはアレクサンダー・ハミルトン橋。
- デュークスベイ橋（Dukes Bay Bridge）

デュークスとボーハンを結ぶ橋。橋の位置を現実のニューヨークに当てはめるとスロッグス・ネック橋が該当するが、その形状は大きく異なる。
- ヒッキー橋（Hickey Bridge）

アルゴンキンとオルダニーを結ぶ橋。橋の位置を現実のニューヨークに当てはめるとジョージ・ワシントン橋が該当するが、その形状は大きく異なる。
- リーパー橋（Leaper's Bridge）

アルゴンキンとコロニー島を結ぶ橋。巷ではここで自殺する人が後を絶たないらしい。モデルはルーズベルト・アイランド橋。ただし、橋の形状が大きく異なる上に現実ではクイーンズ（デュークス）側に掛かっているのに対しリーパー橋はマンハッタン（アルゴンキン）側に掛かっているなどの違いがある。
- ブース・トンネル（Booth Tunnel）

アルゴンキンとオルダニーを結ぶトンネル。モデルはリンカーン・トンネル（一部ホランド・トンネルを基にしている部分もあり、トンネルの上部には換気塔が存在する）。名前の由来はジョン・ウィルクス・ブースから。

### 企業（店舗）
『IV』に登場する架空の企業。旧作から引き続き登場する企業も多いが、それ以上に新しく登場した企業が多い。また、旧作から引き続き登場した企業でも、『IV』の舞台が2008年のリバティーシティであることからロゴなど変更が加えられた企業もある。プレイヤーが利用できる店舗、施設以外にも多くの企業が存在する。

#### 飲食系
プレイヤーが利用可
Burger Shot（バーガー・ショット）
ハンバーガーのファストフードチェーン店。『VC』から登場しているが、ロゴが大幅に変更されている。キャッチコピーは"Kill Your Hunger."（空腹を満たせ）。ゲーム内ではスター・ジャンクション、ビーチウッド・シティ、ヴァーシティ・ハイツ、ミート・クォーター、フォートサイド、インダストリアル、ウェストダイク、また、ボウリング場であるメモリー・レーンズの店内にも出店している（かつてはセルヴェッサ・ハイツにも出店していたようだが、ゲーム内では既に閉店している）。プレイヤーは$1払えば商品の一つであるBleeder burgerを注文して体力を回復することができる。チーズとパティを何段にも重ねたハンバーガーのHeart Stopper 6lb Burgerが売り。モデルはバーガーキングとマクドナルド。
Cluckin' Bell（クラッキン・ベル）
フライドチキン類のファストフードチェーン店。『SA』から登場。ゲーム内ではセルヴェッサ・ハイツとトライアングルにある。また、ベルヘムの店は工事中のため営業しておらず、ノースウッドの店は食品衛生局に差し押さえされており営業はしていない。大都市リバティーシティの中で2店舗しか営業していないため、バーガーショットと比べて存在感は薄い。プレイヤーは$1で商品の一つであるFowlburgerを注文して体力回復することが可能。モデルはケンタッキーフライドチキンとタコベル。
Club Liberty（クラブ・リバティ）
ノース・ホーランドに位置するクラブ。プレイヤーはフレンドとの遊興時に飲酒をする事ができる。
69th Street Diner（シックスティナインス・ストリート・ダイナー / 69番通り食堂）
ブローカーのホーブ・ビーチに店を構える小規模レストラン（ダイナー）。ミッションでも行くことになる。なお、69はGTAシリーズでよく使われるスラング。
60Diner（シックスティ・ダイナー）
ミドルパーク・イーストとウェストミンスターにある小規模レストラン（ダイナー）。
Sprunk（スプランク）
炭酸飲料。緑色のパッケージが特徴。『VC』から登場しているが、デザインは若干変更された。"The Essence of Life."がキャッチコピー。街中にある自販機や売店などで購入可能。モデルはスプライト。
E-Cola
炭酸飲料。スプランクとは違い、赤色のパッケージが特徴。街中にある自販機で購入可能。
Comrade's Bar（カムラッズ・バー）
ホーブビーチの線路高架下にあるロシア（ソビエト連邦）からの移民がよく利用するロシアンバー。ブラッドのミッションで行くことになる。バーテンダーのミッキーという男性が一人で店を切り盛りしている。
Pizza This（ピッツァ・ディス）
ピザ屋。"Eating"のアクティビティなどで行くことができる。レフトウッドにある。
Steinway Beer Garden（スタインウェイ・ビアガーデン）
スタインウェイにあるバー。ダーツがプレイ可能。
Lucky Winkle's（ラッキー・ウィンクルズ）
パーガトリーにあるバー。ダーツがプレイ可能。
Jerkov's（イェルコフズ）
ハットンガーデンにあるバー。
HOMEBREW CAFE（ホームブルー・カフェ）
ビーチウッド・シティにあるバー。ビリヤードがプレイ可能。
Mr.Fuk's Rice Box（ミスター・フークズ・ライス・ボックス）
オルダニーシティのコリアタウンにある朝鮮料理店。ミッションや友人と食事に行く時に訪れる。内装が韓国風というよりむしろ中国風のつくりになっている。キッチンにはキムチ、野菜、巻き寿司などの食べ物がある。さらに直接火をかけている通称、「空焚き状態」の鍋があり、今にも火災が起こりそうで危険である。
Super Star Cafe（スーパー・スター・カフェ）
カジュアルレストランのチェーン店。アルゴンキンのランカスターとトライアングルの店舗に入店することができる。ミッションや友人と食事に行く時に訪れる。星の形をしたロゴが特徴。モデルはハードロックカフェ。
プレイヤーが利用不可
Al Dente's（アルデンテズ）
アルゴンキンに展開しているイタリア料理店。キャッチコピーは"All the mama mia you can eat!"（全てのママの味が堪能できる！）。
Bean Machine Coffee（ビーン・マシン・コーヒー）
カフェのチェーン店。注文できるカップのサイズはMedio（24oz=約710ml）、Enorme（32oz=約946ml）、Colossale（80oz=約2366ml）の3種類。キャッチコピーは"Tastes Like Fuel, Kicks Like A Mule."（ガソリン風味で馬力が出る）。リバティーシティじゅうにあるが一番目を引く店舗はスター・ジャンクションにある店舗で、店の上に巨大なカップの形をした広告がある。
Drusilla's（ドルーシラ）
リトル・イタリーにあるイタリア料理店。レイが経営している。同店はミッションで訪れることになる。店内は高級なつくりで、ジャズが流れている。
Fly High Pizza Pie（フライ・ハイ・ピッツァ・パイ）
24時間営業のデリバリー専門のピザの店。どのピザも異常に値段（$80-）が高い。
Gozushi（ゴズシ）
日本料理店。刺身や巻きずしなどがある。
Rusty Brown Ring Donuts（ラスティ・ブラウン・リング・ドーナツ）
ドーナツのチェーン店。警察官は特別扱いされておりバッジさえ見せれば、並ばずにドーナツが買える上にドーナツを割引で販売してもらえる。また、子どもは$1で3つドーナツが買える。『CW』ではユニークスタントで町中の看板をぶち抜かれることになる。
Wigwam Burger（ウィグワム・バーガー）
ファストフード店。黄色のポップなイメージのロゴが特徴。アルゴンキンではアムドラム・シアターの隣に大きな店舗がある。
The Well Stacked Pizza Co.（ウェルスタックド・ピザ）
『VC』から登場しているピザ屋。前述のバーガーショットやクラッキン・ベルと異なり、リバティーシティにプレイヤーが利用できる店舗が存在しないために存在感は無に等しいが、企業そのものが消滅してしまった訳ではなく、オルダニーの廃カジノにロゴが描かれていたり、"BIG WILLIS MALL"の裏手に店員がたむろしている。

#### 化粧品・衣料品系
プレイヤーが利用可
Modo（モードー）
ノース・ホーランドにあるカジュアル系の服を売っている店。店内には筐体ゲーム機がある。
Russian Shop / НОВИНКИ ПОСЛЕДНЕИ МОДЫ（ロシアン・ショップ / ノヴィンキ・ポスレドネイ・モディ）
ホーブビーチにある衣料品店。地図上では「Russian Shop」と明記されているが、本当の店名はロシア語の「НОВИНКИ ПОСЛЕДНЕИ МОДЫ (=NOVELTIES OF LAST MODE)」である。主にフリースや厚手のコートなど、ロシアから輸入してきた服などを売っている。
Perseus（ペルセウス）
高級紳士服店。アルゴンキンのミドルパーク・イーストとエクスチェンジに店を構えている。
プレイヤーは利用不可
Anna Rex（アナ・レックス）
下着やストリートファッションを専門とするファッションブランド。なお、このメーカー名はアナルセックスを文字ったスラング。
Binco（ビンコ）
『SA』から登場した店。『SA』の時と比べロゴが変化している。『SA』では衣料品チェーン店だったが、インターネット（www.peepthatshit.com）の情報によるとリバティーシティではデパートとして存在している。
Didier Sachs（ディディエル・サッチ）
『SA』から登）場した高級紳士服店。アルゴンキンに多く店を出している。
Eris（エリス）
『SA』から登場しているスポーツシューズメーカー。ゲーム中のインターネットでこのメーカーのサイト「www.erisfootware.com/index.html」で商品を見ることが可能。レギュラー商品の価格帯は$50-$400ぐらいだが、限定版のスニーカーであるNDangerは$20,000もする。モデルはナイキ（ナイキもエリスも共にギリシャ神話の女神の名に由来する）。
Max Renda（マックス・レンダー）
化粧品メーカー。モデルは、マックスファクター。
Pro Laps（プロ・ラップス）
『SA』から登場したスポーツ系の服を扱う衣料品店。トライアングルに派手なネオンの店がある。
Pharaoh（ファラオ）
化粧品メーカー。
Sub Urban（サブ・アーバン）
『SA』から登場した店。『SA』の時と比べロゴが変化している。『SA』では衣料品チェーン店だったが、インターネット（www.peepthatshit.com）の情報によるとリバティーシティではデパートとして存在している。
CURBCRAWLER SKATEBOARDS（クラブウォーカー・スケートボードズ）
　スケートボード及びストリートファッションを扱うブランド。リバティーシティに多数店舗がある他、このブランドを身につけた住人もいる。
VCtm（ビクティム）
『SA』から登場した店。『SA』の時と比べ店名の表記の仕方やロゴも変化している。『SA』では衣料品チェーン店だったが、インターネット（www.peepthatshit.com）の情報によるとリバティーシティではデパートとして存在している。
Yogarishima（ヨガリシマ）
日本のデザインを取り入れているメーカー。ロゴはヨガをしている人をかたどった形をしている。
16：20（シックスティ・トゥエンティ）
ヒップホップ系ブランド。リバティーシティの住人達が着用している。

#### 武器店
プレイヤーが利用可
--（正式名は不明）
武器を販売している。外見はどの店もなるべく目立たないようになっているが、目印として入り口のドアのふちが青くなっている。最初に買える武器の数は少ないが、ストーリーを進めていくと増えていく。また、店主を脅すと軍用ピストルで攻撃され、殺すと店主の落とした武器は手に入るが、重装備（SMGやショットガンなど）で武装した複数の用心棒が主人公に襲いかかってくる。
Ammunation（アミュネーション）
GTAシリーズのほとんどに登場する武器販売チェーン店で、『CTW』に登場。店舗は無く、インターネット販売のみを行っており、プレイヤーがネット上で購入した武器を隠れ家へ配送するシステムになっている。ストーリーを進めると販売されるアップグレード権を購入すれば、さらに強力な武器を購入できる。
また、リバティーシティ内ではAmmu nationのトラックが走行しており、トラックを奪って積荷の武器を手に入れることもできる。ただし普通の車と異なりドアがロックされているため、奪うにはまずトラックを攻撃して運転手にドアを開けさせる必要がある（『CTW』のみ）。

#### メディア
プレイヤーが利用可
CNT（シーエヌティー）
テレビ局。正式名はConglomerated National Television。セーフハウスのテレビでこの局の番組を見ることが可能。見ることができる番組は、リバティーシティの富豪の生活を描いた『I'm Rich（アイム・リッチ（私は金持ち）』や、リバティーシティの歴史を解説する『The History of Liberty City（ザ・ヒストリー・オブ・リバティーシティ（リバティーシティの歴史）』、ナイフや刀の通販番組『The Serrated Edge（ザ・セレイテッド・エッジ（鋸の刃）』がある。また、『TBOGT』では『PrincessΦ Robot babblegum』というジャパニメーションを見ることができる。他にも見ることはできないが、『America's Next Top Hooker』、『Conjoined Twins』、『Drunk Daddy And The Door』などの番組がある。
Liberty Tree（リバティー・ツリー）
新聞社。『III』から登場。モデルはニューヨーク・タイムズ。プレイヤーはインターネットで配信されているニュースを見ることができる。キャッチコピーは"Yesterday's News Today."。ニュース記事は概ね中道的だが少々右翼傾向にある。
WEAZEL（ウィーゼル）
テレビ局。セーフハウスで視聴することができ、また、ニュース番組の『WEAZEL News（ウィーゼル・ニュース』は、ラジオ、インターネットで視聴ができる。視聴できる番組は、『SA』に登場したラスベンチュラス"Las Venturas"のカジノを舞台にポーカーに挑戦する人たちを描く『Venturas Poker Challenge（ベンチュラス・ポーカー・チャレンジ』、バスとジェレミーのトーク番組『The Men's Room with Bas and Jeremy（ザ・メンズ・ルーム・ウィズ・バス・アンド・ジェレミー（バスとジェレミーの男部屋）』、宇宙人に3人のレンジャー達が非人道的なことを繰り広げるアニメ番組『Republican Space Rangers（リパブリカン・スペース・レンジャーズ（共和党員の宇宙平和維持部隊）』（日本語版では「宇宙戦隊リパブリカン」）がある。他にも視聴はできないが、24 -TWENTY FOUR-を元ネタにした『72』や、『Ether』、『Waning With The Stars』などがある。リバティー・ツリーと同様にインターネットで配信されているニュース記事を読むことができる。内容はきわめて右翼的である。フォックス放送がモデル。
Our Own Reality（アワー・オウン・リアリティー）
芸能界のゴシップ記事専門サイト。リバティーシティ副市長のブライス・ドーキンスが同性愛者であった事をスクープしている。
プレイヤーが利用不可
CCC（シーシーシー）
テレビ局。ドラマが多く、医療系ドラマ『Medicate Me』や刑事モノのドラマ『The Science of CRIME』などをやっている。
MeTV（ミー・ティーヴィー）
テレビ局。『VCS』から登場。スタージャンクションに「MeTVビル」がある。『TBOGT』ではルイスがこのビルにパラシュートで侵入することになる。
The Daily Globe（デイリー・グローブ）
新聞社。会社はトライアングルにある。新聞は街の売店などで見つけることができる。

#### 自動車（バイク）販売店
プレイヤーは全て利用不可（ただし入店は可）
Auto Eroticar（オート・エロティカー）
ピンクの派手な看板の目立つ自動車販売店。様々なメーカーの車を置いている。
Grotti（グロッティ）
ミドルパーク・イーストにあるGrottiのディーラー。店内にはTurismoのみ展示されている。
Westdyke Autos（ウェストダイク・オートズ）
バイク販売店。ShitzuのNRG900シリーズのみを取り扱っている。

#### 自動車（バイク）メーカー
Albany（アルバニー）
このゲームで一番大きな車メーカー。キャデラックがモデル。Cavalcade（カヴァルケード）やEsperanto（エスペラント）、Primo（プリモ）などがある。
Benefactor（ベネファクター）
メルセデス・ベンツをモデルにした車メーカー。Schafter（シャフター）やFeltzer（フェルツァー）がある。
Bravado（ブラヴァド）
FIB Buffalo（FIB バッファロー）やBanshee（バンシー）などを製造している自動車メーカー。モデルはダッジ。
Brute（ブルート）
救急車やバス、トラックなど大型の車を製造している車メーカー。護送車も製造している。
Classique（クラシック）
『GTA』から登場している古参車、Stallion（スタリオン）のみを製造している車メーカー。モデルはオールズモビル。
Declasse（デクラス）
モデルはシボレーであり、メーカーのロゴは円の中にDの字がある形をしている。車種としてはBurrito（ブリート）やMerit（メリット）、Rancher（ランチャー）などがある。
Dundreary（ダンドリアリー）
リンカーンがモデル。メーカー名の「Dundreary」は、モデルとなった「リンカーン」のブランドがエイブラハム・リンカーン元米大統領にちなんでおり、その大統領が暗殺されたときに上映されていた劇「Our American Cousin」の役の内の1人「Lord Dundreary」から来ている。車種はAdmiral（アドミラル）、Landstalker（ランドストーカー）、Virgo（ヴァーゴ）がある。
Dinka（ディンカ）
日本の車メーカー。お馴染みBlista Compact（ブリスタ コンパクト）やHakumai（ハクマイ）、Chavos（チャヴォス）などの車を製造している。
Dewbauchee（デュボーシー）
アストンマーティンをモデルにした自動車メーカー。Super GT（スーパー GT）のみ登場している。
Emperor（エンペラー）
レクサスをモデルとする車メーカー。車種はHabanero（ハバネロ）とLokus（ローカス）。ただしLokusのエンブレムには、「Emperor」ではなく「Emporer」と誤植されている。
Karin（カリン）
日本の車メーカー。トヨタ・プリウスをモデルにしたハイブリッドカーのDilettante（ディレタンテ）や、Sultan（サルタン）などを製造している。
Grotti（グロッティ）
密かに『SA』から登場しているイタリアの車メーカー。モデルはフェラーリ。車種はフェラーリの車に似せたTurismo （ツーリスモ）のみ。なお、"Grotti"とは、イタリア語では「洞窟」、「穴」の意味だが、同じ発音の英語"grotty"は「みずぼらしい」などの意味であり、GTAシリーズお馴染みの隠れた皮肉が表されている。
HVY
Biff（ビフ）やForklift（フォークリフト）などを製造している。名称は"Heavy"の短縮形から。
Imponte（インポンテ）
Dukes（デュークス）、DF8-90などのスポーツセダンなどの車種を製造している。モデルはポンティアック。
Invetero（インヴェテーロ）
Coquette（コケット）のみ製造する自動車メーカー。RUFがポルシェをベースにした自動車を生産するようにインヴェテーロはデクラスから発売されている自動車を改造して販売するメーカーである。モデルはシボレー・コルベット。
Liberty City Cycles（リバティー・シティ・サイクルズ）
クルーザー (オートバイ)やチョッパーを製造するバイクメーカー。本編ではFreeway（フリーウェイ）やZombie（ゾンビ）が登場している。『TLAD』ではジョニーの愛車であるHexer（ヘクサー）やInnovation（イノヴェイション）が登場している。モデルはハーレーダビッドソン、オレンジ・カウンティ・チョッパーズ、ウェスト・コースト・チョッパーズ。メーカーロゴが鉄十字を模っていてウェスト・コースト・チョッパーズのものにそっくりである。
Maibatsu（マイバツ）
『III』から登場している日本の車・バイクメーカー。幅広い車種を生産している。主にVincent（ヴィンセント）やMule（ミュール）、Sanchez（サンチェス）がある。Vincentは三菱・ギャラン、Muleは三菱・キャンターがモデルなので、三菱自動車がモデル。
Mammoth（マンモス）
モデルはハマー。車種はPatriot（パトリオット）が売り出されている。
MTL
トラックを主とする車メーカー。Flatbed（フラットベッド）やPacker（パッカー）などのトラックを売り出している。名称は"Metal"の短縮形から。
Pegassi（ペガッシ）
イタリアのスーパーカーメーカーだがバイクも製造している。ランボルギーニ・ムルシエラゴとパガーニ・ゾンダをモデルとした（というよりそのまま融合させた）Infernus（インフェルナス）やBati 800（バティー800）が登場している。アップデート前はスクーターのFaggio（ファギオ）もこのメーカーの製造だった。
モデルは多岐に渡り、ランボルギーニ、パガーニ・アウトモビリ、ドゥカティ、ヴェスパを擁するピアッジオである。
Principe（プリンシペ）
アップデート後に登場するスクーターを製造するメーカー。ベスパをモデルにしたFaggio（ファギオ）のみ登場している。
Pfister（フィスター）
ポルシェをモデルとしたドイツの自動車メーカー。Comet（コメット）のみ登場している。
Schyster（シャイスター）
クライスラーをモデルにした車メーカー。PMP600（ピーエムピー600）のほか、ワゴン型タクシーCabby（キャビー）も生産している。
Shitzu（シッツ）
バイクメーカー。メーカーの名前にShit（=大便）が入っていることもあり、メーカーのロゴである頭文字Sの形が大便の形をしている。車種はNRG900とPCJ600。名称のモデルは犬種のシーズーでメーカーのモデルとしてはスズキ。
Ubermacht（ウーバーマフト）
ドイツの車メーカー。メーカー名の「Ubermacht」はドイツ語であり、日本語では「高級な」という意味である。このメーカーの車には警報が必ず搭載されている。車種はOracle（オラクル）、Rebra（レブラ）、Sentinel（センチネル）がある。
Vapid（ヴァピッド）
ゲーム内で最も登場する車種が多い車メーカー。リバティー市警へフォード・クラウンビクトリアがモデルのPOLICE CRUISERを納入している。車種が多くContender（コンテンダー）、Speedo（スピード）など普通車に始まり、トラックのYankee（ヤンキー）なども生産している。モデルはフォード・モーター。ロゴもフォードの物を真似ている。
Vulcar（ボルカー）
フォルクスワーゲンをモデルにした自動車メーカー。Ingot（インゴット）のみ登場している。またランボルギーニやポルシェがフォルクスワーゲングループ下にあるようにペガッシやフィスターを傘下企業としている。
Western Motorcycle Company（ウェスタン・モータサイクル・カンパニー）
ハーレーダビッドソンをモデルにしたバイクメーカー。『IV』本編ではHellfury（ヘルフューリー）のみだが、『TLAD』ではAngel（エンジェル）、Daemon（デーモン）、Diobolus（ディアブロス）、Revenant（レヴェナント）、Wayfarer（ウェイファーラー）、Wolfsbane（ウルフスベイン）が登場している。
Willard（ウィラード）
Willard（ウィラード）やSolair（ソルエアー）などを製造しているメーカー。モデルはビュイックとマーキュリー。
Zirconium（ジルコニウム）
かつてクライスラーと三菱自動車工業の合弁で設立されたダイアモンド・スター・モーターズをモデルとした自動車メーカー。Stratum（ストラタム）のみ登場している。

#### ホテル
プレイヤーが利用可
THE STAR PLAZA HOTEL（ザ・スター・プラザ・ホテル）
スター・ジャンクションにあるホテル。『CW』ではスクラッチの商品としてこのホテルの一室を隠れ家として利用することができる。モデルはクラウン・プラザ・ホテル。
プレイヤーが利用不可
The Libertine（ザ・リバティン・ホテル）
スター・ジャンクションに建つ高級ホテル。モデルは"ルネサンス・ニューヨーク・ホテル・タイムズスクエア"。
The Majestic（ザ・マジェスティック・ホテル）
ミッションで訪れる高級ホテル。プレイヤーはミッション以外でも入ることはできる。ミドル・パークの南に建っており、31階建。30、31階はスイートルームになっている。モデルはエセックスハウス。
The Emissary（ザ・エメサリー・ホテル）
ミドルパークの南東に建つ歴史あるホテル。モデルはプラザホテル。

#### 娯楽施設
プレイヤーが利用可
Honkers（ホンカーズ）
チューダーにあるストリップクラブ。ペゴリーノ一家が経営している。
Memory Lanes（メモリー・レーンズ）
ボウリング場。ウェストミンスターとファイアフライ・アイランドにある。プレイヤーはフルゲーム（10回）かハーフゲーム（5回）を選んでプレイする。『TLAD』と『TBOGT』のみフレンドとボウリングの対戦はできないが一人プレイ可能。
Perestroika（ペレストロイカ）
ホーブ・ビーチにあるキャバレー。手品や曲芸などのいろいろなショーが開催されている。
Split Sides Comedy Club（スプリット・サイズ・コメディ・クラブ）
スター・ジャンクションにあるコメディクラブ。実際にアメリカで有名なコメディアン、リッキー・ジャーヴェイスやキャット・ウィリアムズがそのままこのゲームに起用され、ここのコメディクラブで漫談を披露している。
The Triangle（ザ・トライアングル）
ボーハンのノーザン・ガーデンズにあるストリップクラブ。昔はドウェインが経営していたが、ドウェインが刑務所に入れられている間にプレイボーイ・Xと繋がりのある仲間が経営権を奪っていた。特定のミッションを終えると、再びドウェインの経営に戻ることになる。
Maisonette 9（メゾネット・ナイン）
『TBOGT』で初めて登場するアルゴンキンのウェストミンスターにあるダンスクラブ。経営者はトニー・プリンス。プレイヤーはここでダンスやクラブマネージメントなどを行うことが出来る。
HERCULES（ヘラクレス）
ここも『TBOGT』で初登場する、同じくウェストミンスターに存在するゲイバー。メゾネット・9同様経営者はトニー・プリンス。プレイヤーはここでダンスを踊ることが出来る。
プレイヤーが利用不可
Amdram Theater（アムドラム・シアター）
トライアングルにある劇場。『Shakespears on Drugs』や『The Flying Whore』などを上演中。
Bahama Mamas（バハマ・ママズ）
ピンクのネオンがまぶしいパーガトリーにあるダンスクラブ。『IV』では閉館中だったが、『TBOGT』でのミッション中に入ることになる。
Liberteen Kids Theater（リバティーン・キッズ・シアター）
スター・ジャンクションにある劇場。『Banging Trash Can Lids For An Hour』や『Fairy Body Paint』などを上演中。
Magic Curtain Theater（マジック・カーテン・シアター）
スター・ジャンクションにある劇場。『Swinging Puppets』や『The Gulls』などを上演中。
Maginot Theater（マジノ・シアター）
トライアングルにある劇場。『WTF - A Tale of Online Love』や『The Wind From Below』などを上演中。
The Seagull Theater（ザ・シーガル・シアター）
スター・ジャンクションにある劇場。『Abandon Shit』や『Raincoat Expose』などを上演中。

#### その他企業
プレイヤーが利用可
Auto Cowboys（オート・カウボーイズ）
ノースウッドにあるオレンジのカウボーイハットのマークの塗装屋。
Auto Limbo（オート・リンボ）
塗装屋。アルゴンクインのパーガトリーにある。屋根に大きいスプレーの形をした広告があり、スプレーが噴き出ている。
Axel's（アクセルズ）
塗装屋。オルダニーに店を展開しており、レフトウッドとポート・チューダーに店がある。緑の建物に大きいおじさんの顔のロゴが目印。
Bank of Liberty（バンク・オブ・リバティー）
リバティーシティの主要銀行。モデルはバンク・オブ・アメリカ。プレイヤーは街じゅうにあるATMからこの銀行のキャッシュカードで所持金の残高を確認することが可能。また、銀行強盗のミッションでチャイナタウンにあるこの銀行を襲うことになる。
Globe Oil（グローヴ・オイル）
ガソリンスタンド。プレイヤーはチューダーの店の洗車機で24時間洗車することができる。
RON（ロン）
リバティーシティ全域に展開するガソリンスタンド。プレイヤーはガソリンの給油はできないが、ウェストダイクの店の洗車機が24時間利用できる。
tw@（トゥワット）
『III』から登場しているインターネットカフェ。アウトルック、ノース・ホーランド、ベルヘムと主要3島にそれぞれ店がある。
Panoramic（パノラミック）
大手電子機器メーカー。モデルはパナソニック。プレイヤーがセーフハウスで見ることのできるテレビでワイド型のものはこのパノラミック製である。ハットンガーデンにパノラミックの高層ビルが建っている。『SA』ではレースカーの広告として名前だけ登場していた。
Thrift Ex（スリフト・エクス）
電子機器メーカー。オルダニーにあるセーフハウスのテレビや、プレイボーイ・Xの家のDVDレコーダーなどはこの会社の製品である。
Badger（バジャー）
携帯会社。『IV』主人公のニコが序盤にローマンから貰う携帯や、『TBOGT』主人公のルイスが最初から持っている携帯、『CW』主人公のホァンが持っているPDAはこの会社のものである。ルイスの携帯は最新式のタッチパネルモデル。
Whiz Wireless（ウィズ・ワイアレス）
携帯会社。モデルはベライゾン・ワイヤレス。キャッチコピーは"Do the social vibe..."（社交的になろう）。『IV』主人公のニコが物語の中盤から使い始める携帯や、『TLAD』主人公のジョニーが最初から持っている携帯はこの会社のものである。
Willis Car Wash & Lube（ウィリス・カー・ウォッシュ・アンド・ルーブ）
洗車場。なお、他の洗車機などでも同じだが、通常の洗車代は$5であるのに対し、タクシーは$3で洗車ができる。
プレイヤーが利用不可
Goldberg Ligner & Shyster（ゴールドバーグ、リグナー&シャイスター）
44 Amethyst Street, The Exchange, Algonquin, Liberty City（リバティーシティ、アルゴンキン、エクスチェンジ、アメジストストリート44番地）に建つ弁護士事務所。ミッションでプレイヤーは面接に行くことになる。この会社に所属している弁護士は会社の名前のとおりで、トム・ゴールドバーグ、パトリック・リグナー・ジュニア、ディック・シャイスターの3人。
Krapea（クラペア）
スウェーデンの家具メーカー。
Lom Bank（ロム・バンク）
銀行。
Pill Pharm（ピル・ファーム）
ドラッグストア。アルコー・パッチと呼ばれる禁酒補助薬も売られている。
Schlongberg Sachs（シュロンバーグ・サックス）
銀行。モデルはゴールドマン・サックス。
VIG Insurance（ヴィグ・インシュアランス）
保険会社。
24-7（トゥウェンティフォーセブン）
コンビニエンスストア。『SA』から登場しているが、今作でロゴが大きく変わった。モデルは、7-11（セブンイレブン）。
Mr.Wong's Landerette
中国人のウォン氏が経営するランドリー。『III』にも登場し当時は中華街に店舗があったが、現在はブローカーのショットラーに移転している。
JJ China Limited
デュークスにある中華用品店。ブラッドのミッションで行くことになる。店主は、中国系移民だが、店内にはハングルで書かれた紙が貼ってある。
Laundromat
ホーブビーチにあるロシア系移民のコインランドリー。こちらもブラッドのミッションで行くお店。
KAKAGAWA
大手電子機器メーカー。製品は給湯器や、コピー機から、ハンドドライヤー、FAX電話、POSシステムまで、多岐に渡る。また、市内にはこの会社のコンテナがあるほか、この会社のロゴ入りの段ボールが散乱している。